# 土星5号运载火箭
土星5号，又譯為土星5號，是美国国家航空航天局（NASA）在阿波罗计划和天空实验室两项太空计划中使用的運載火箭，為可載人的多级可拋式液態燃料火箭。土星5號自1967年首飛至今一直保持著最大運載能力火箭的世界紀錄，是同時期蘇聯最強火箭質子-K運載能力的7倍。在1987年蘇聯能源號首飛前，是世界上起飛推力最大的運載火箭。
其同時為農神運載火箭系列中實際運用的3個火箭型號之一。尽管NASA曾设想过更大的火箭（例如新星火箭），但土星5号是歷史上最大的一次性火箭，高達110.6米，更是目前使用过的最高、最重的一次性运载火箭。土星5号由馬歇爾太空飛行中心總指揮沃纳·冯·布劳恩和阿瑟·魯道夫以及他们的德國火箭團隊擔任設計研發的工作，主要的承包商包括波音、北美航空、道格拉斯飞行器公司以及IBM。
1967年至1973年期间NASA在佛罗里达州的肯尼迪航天中心共发射了13枚土星5号火箭，从来没有过损失有效载荷的事故发生（虽然阿波罗6号和阿波罗13号曾出现过推进器失灵的问题，但機载电脑都能够通过延长剩余推进器燃烧时间的办法以保持飞行）。除了一次例外，所有其他土星5号的发射都有三级：S-IC一级、S-II二级和S-IVB三级。每一级都使用液态氧（LOX）作为氧化剂。第一级使用高精炼煤油（RP-1）作为燃料，其他两级使用液态氢（LH2）作为燃料。一般来说，一次发射任务的前20分钟左右由火箭推动。土星5号的主要载荷是载着宇航员成功登月的阿波罗航天器。最后一次土星5号的发射将天空实验室的空间站送入太空。

## 历史

### 背景
在1946年9月美国总统杜鲁门开展的回纹针行动中，德国科学家沃纳·冯·布劳恩在这次行动中被选为引入美国的大约700名科学家的一员。从那时起，土星5号运载火箭的设想就开始了。这项行动的目的是将这些科学家与他们的经验一起带回美国，从而使美国在冷战中取得优势。为了合法的将这些曾经积极参与过纳粹活动的科学家带回美国，陆军部的联合情报机构成员篡改了包括冯·布劳恩在内的档案，以淡化他们对纳粹的同情。
由于冯·布劳恩直接参与了V-2火箭的研制工作，美国让他加入了陆军火箭设计部门。在1945年到1958年间，他的工作被限制在将V-2火箭的设计思想和方法传授给美国工程师。尽管冯·布劳恩在未来的空间运载火箭方面发表了很多文章，NASA仍然继续资助空军和海军的火箭项目以测试他们失败了很多次的前卫导弹。直到1957年，苏联发射了斯普特尼克1号卫星，美国政府和军方才开始正式的考虑将美国人送上太空的计划。由于冯·布劳恩和他的团队在这些年间已经研制并试验了木星系列火箭，美国政府最终找到了他们。木星C火箭在1958年1月成功的将美国的第一颗人造卫星送入太空。木星系列火箭是冯·布劳恩研制土星火箭的重要阶段，后来他称之为土星婴儿期。
60年代初期，苏联在太空竞赛领先于其对手美国。1961年4月12日，苏联宇航员尤里·加加林乘坐东方一号，成为第一个进入太空的人类。美国总统约翰·肯尼迪认为：为了在太空竞争中胜过苏联人，就需要首先登月。因此，他在1961年5月25日宣布美国会在1970年之前将宇航员送上月球，而在那时，美国唯一的一次载人太空任务是艾伦·谢泼德的自由7号，且仅在太空停留了15分钟，尚未进入近地轨道。在肯尼迪讲话后不久，冯·布劳恩就被要求开始为NASA工作，领导载人航天的火箭设计和制造工作了。此次提议没有引起太多注意，甚至有许多民众反对。但肯尼迪在1962年9月12日于莱斯大学的登月演讲却引起群众广泛共鸣，并被铭记至今。

### 土星5号火箭的设计和制造

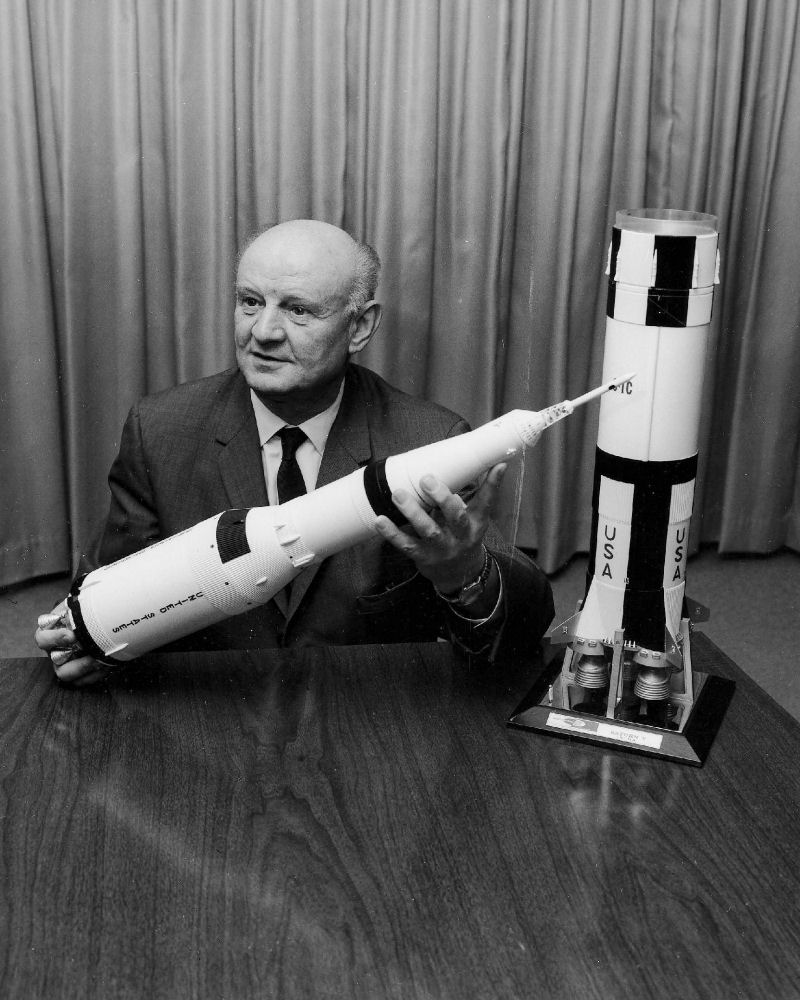
布劳恩团队的火箭工程师阿瑟·魯道夫和土星5号火箭模型

土星5号的设计起源于V-2火箭和木星系列火箭。由于木星系列火箭的成功，新一代的土星系列火箭开始了设计和制造。首先是土星1号和1B号，最终是土星5号。冯·布劳恩在马歇尔太空飞行中心领导了一个团队来建造一个足以将一艘宇宙飞船送上登月轨道的运载火箭。在他们转为NASA工作以前，冯·布劳恩的团队就已经开始进行增加推力、减少操作系统复杂度和设计更好的力学系统的工作了。在设计过程中，他们决定抛弃V-2火箭中的单引擎的设计想法，转而设计多级火箭。土星1号和1B号反映了这些设计思想的变化，但是这仍不足以将一艘载人宇宙飞船送上月球，仍然需要若干次发射才能将登月所需要的各个部件送入轨道。但是在NASA做出最优登月方式的决定的过程中，他们的这些设计仍然提供了一个基准参考。
土星5号的最终设计有若干个关键特征。工程师们认为，使用F-1发动机作为第一级，配合新型的J-2发动机的液氢推进系统作为第二级和第三级，可以使土星C-5的配置达到最优。1962年，NASA做出了最终计划，决定按照冯·布劳恩的土星设计方案继续研究，而这也为阿波罗计划赢得了时间。。
随着火箭的配置工作的完成，NASA开始考虑选择登月的任务模式。在争论后，NASA决定采用月球轨道交会的方法。在推进燃料的选择、燃料需求量和火箭制造过程等等问题都得到了解决之后，土星5号被选为登月飞船的运载火箭。这只火箭的建造过程自底向上分为三个部分：S-IC、S-II和S-IVB，每一部分都由冯·布劳恩在亨茨维尔设计，由其它合約商负责制造，如波音、北美航空、道格拉斯以及IBM。

### 选择任务模式
在登月计划的计划阶段初期，曾考虑过三个主要的设想：地球轨道集合、直接起飞以及月球轨道集合(LOR)。由于当时人类连地球轨道集合都没有执行过，更不用说难度更大的月球轨道集合，起初没有考虑这一方案。后来，由于月球轨道集合方案由于能够缩短任务时间，而且相对其他两种方法更为简单，这一方案最终被采纳。

## 研制过程

### 从C-1到C-4
在1960年到1962年间，馬歇爾太空飛行中心为执行不同的航天任务而设计了不同的几类火箭。
C-1火箭是土星1号运载火箭的原型，C-2火箭设计在计划早期就被抛弃了，而随后开始了C-3火箭设计。这枚火箭试图使用两个F-1火箭发动机作为第一级，四个J-2火箭发动机作为第二级，而第三級使用六个RL10火箭发动机。
NASA计划使用C-3作为地球轨道交会的运载火箭，这样完成一次任务需要四到五次的发射，但是这时马歇尔航天飞行中心已经开始设计更大的火箭了，C-4，使用四个F-1火箭发动机作为第一级，扩大了C-3火箭的第二级，而第三级使用一个J-2发动机。如果使用C-4的话，仅需两次发射就可以完成地球轨道交会的任务。

### C-5火箭
1962年1月10日，NASA宣布了建造C-5火箭的计划。这枚火箭仍然由三级组成，第一级包括五个F-1发动机，第二级包括5个J-2发动机，而第三級是另外一个J-2发动机。C-5火箭的运载能力更强，可以直接完成一次月球任务。它可以将41吨的载荷送上月球。
C-5火箭的测试在第一个模型完成前就开始进行了。火箭的第三级被用作C-IB火箭的第二级，而C-IB火箭将要测试C-5火箭的设计概念和可行性，同时也用来提供对C-5火箭的继续研究非常重要的飞行数据。除了对每个重要部件进行测试以外，C-5火箭也进行了整体测试，也就是一次包含了所有三级的第一次测试飞行。通过一次测试所有部件，试验飞行所需次数大大降低了。
1963年，NASA确认了选择C-5火箭作为阿波罗计划的运载火箭，同时给了这枚火箭一个新的名字──土星5号。

## 技术细节

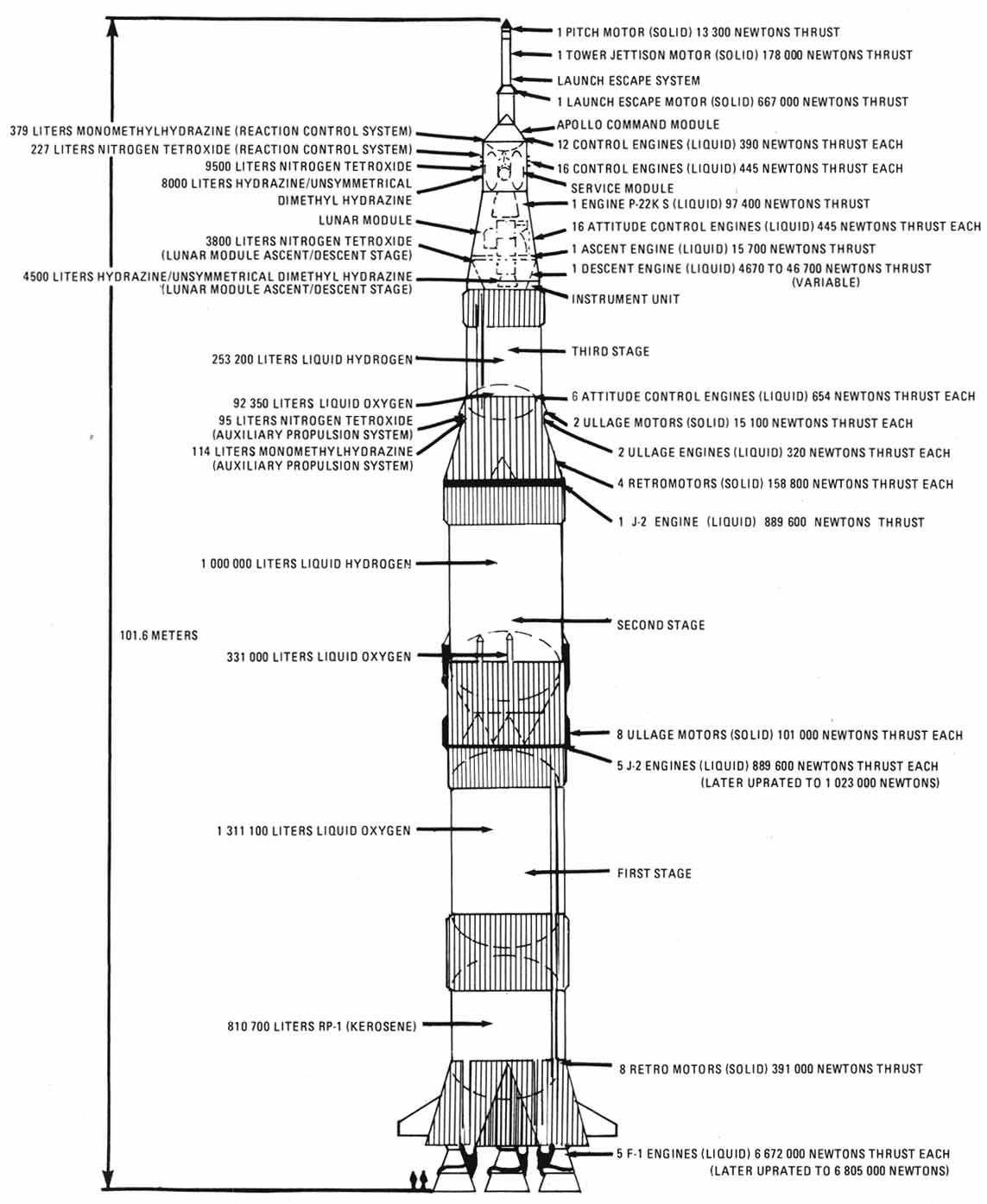
土星5号示意图

土星5号的巨大体积和在和容量远远超过了之前曾经成功飞行过的火箭。将阿波罗宇宙飞船放置在其顶端后，其总高度达到111米，直径达10米。加满燃料以后，总重量达到3000吨，可以将118吨重的物体送到近地轨道。作为对比，土星5号的高度仅比伦敦圣保罗大教堂低一英尺。而美国第一次载人太空飞行所用的火箭仅比土星五号的第三级长3.4米，甚至还不如阿波罗指令舱的逃生系统火箭的力量大。
土星5号基本上是由在阿拉巴马州的亨茨维尔的馬歇爾太空飛行中心设计完成的，而其中也有很多主要的系统，如推进系统等等是由分包商设计。它使用了大推力的新型火箭发动机F1和J-2作为推进设备。在测试时，这些发动机震碎了周围房屋的窗户。设计者很早就决定在土星1号计划中尽可能多的使用新技术。因此，土星5号的第三级S-IVB实际上就是基于土星1号的第二级S-IV。控制土星5号的仪器设备和土星1号的也有共同之处。
有一个流行的都市传说认为，土星5号的设计图纸已经丢失或者被有意销毁。但据美国国家航空航天管理局检查长办公室的官方回应，设计图纸仍然保存在马歇尔航天飞行中心的微缩胶卷上，不过重建土星5号毫无意义，成千上万的零部件已不再生产，相关设施也已被改建用于航天飞机之用。

### 分级
土星5号共包括三级：第一级S-IC，第二级S-II，和第三级S-IVB，以及设备单元。所有的三级发动机都使用液氧作为氧化剂。第一级使用RP-1煤油作为燃料，第二级和第三级都使用了液氢作为燃料，每一级的上一级都使用了小的固体燃料发动机以将其与下一级分离，同时保证液体推进剂在正确的位置注入泵中。

#### S-IC 第一级

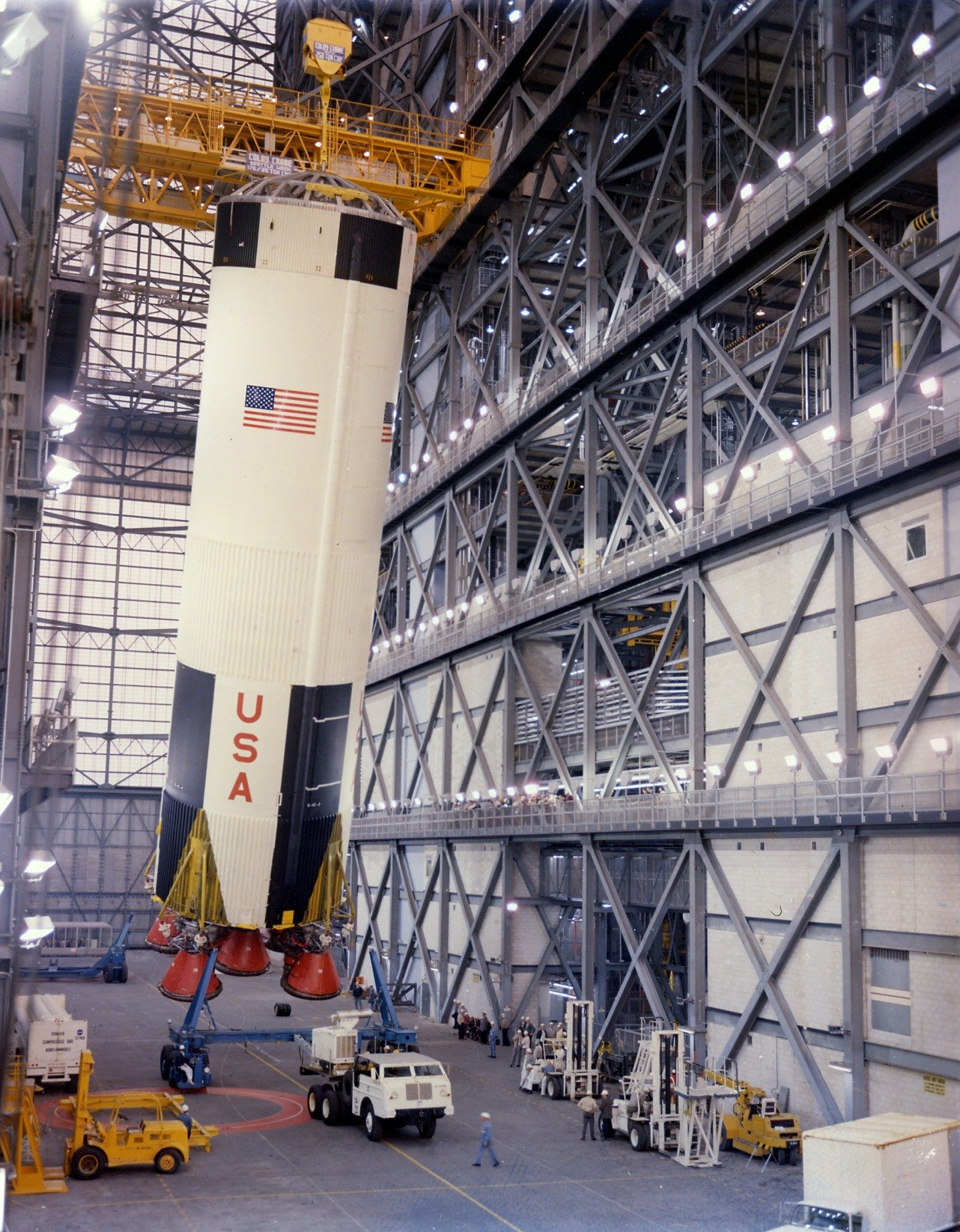
阿波罗8号使用的土星5号火箭的第一级。这一级推进器正在航天器裝配大樓中被起重机竖立起来，拍摄时间1968年2月1日

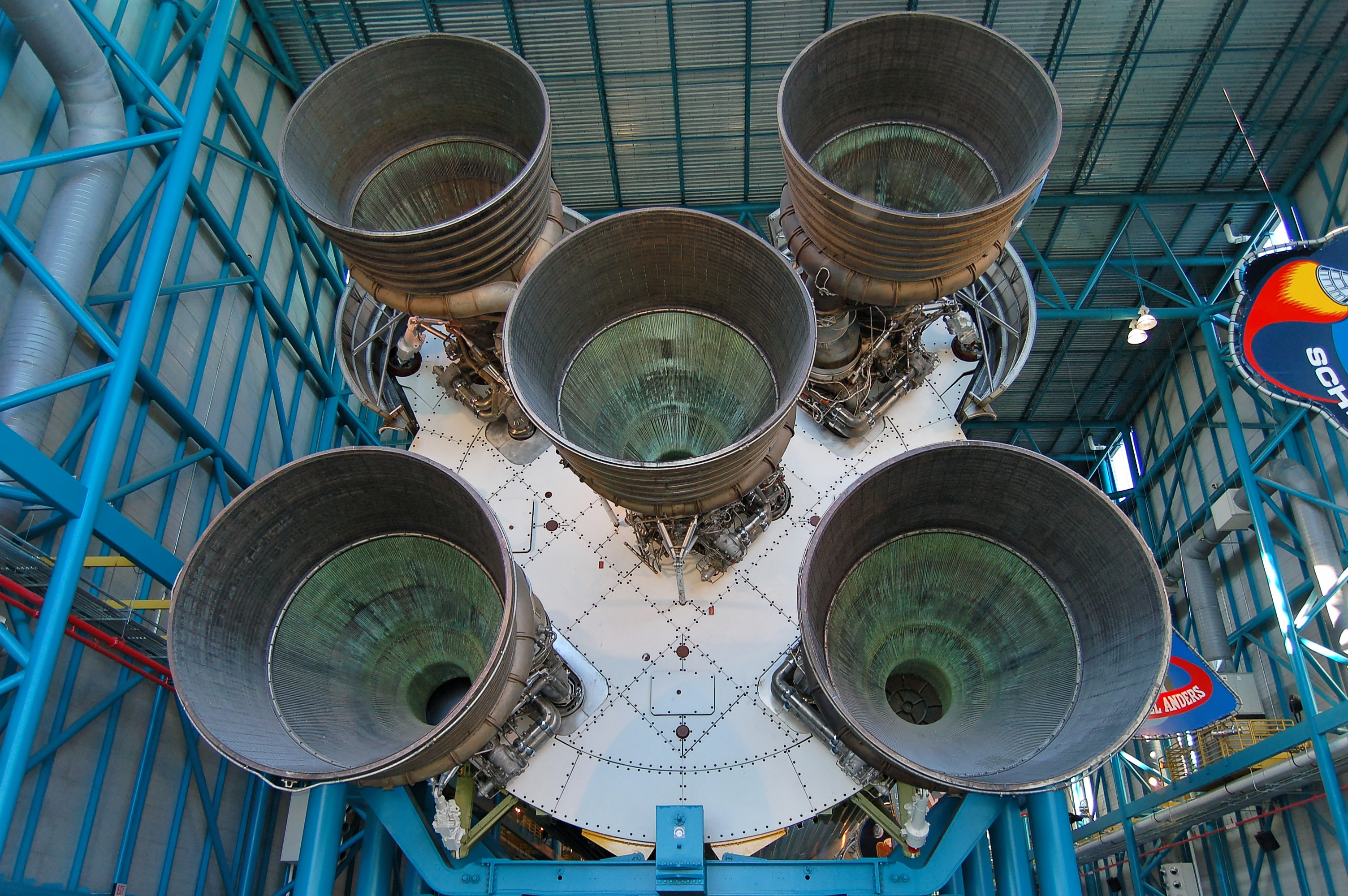
肯尼迪宇航中心展出的土星5号火箭第一级的五个F-1火箭发动机

S-IC推进器在位于路易斯安那州新奥尔良的波音公司密乔装配厂中建造。这家工厂也负责建造航天飞机外部燃料箱。发射时它的两千多吨重量中的绝大部分都是推进剂，也就是RP-1和液氧氧化剂。它的高度达42米，直径10米，可以提供34兆牛顿的推力，可以使火箭上升至61千米高。这一级推进器的净重131吨，装满燃料后重量将达到2300吨。五个F-1发动机排成十字型，中心的发动机位置固定，而周围的四个发动机可以通过液压转向以控制火箭。在飞行中，中央的发动机要比周围的发动机早关闭26秒，以限制加速度。在发射中，S-IC推进器将工作168秒钟（升空7秒前点火），随后发动机关闭。此时火箭的高度大约是68千米，而火箭大约飞行了93千米，速度达到2390米/秒。

#### S-II 第二级

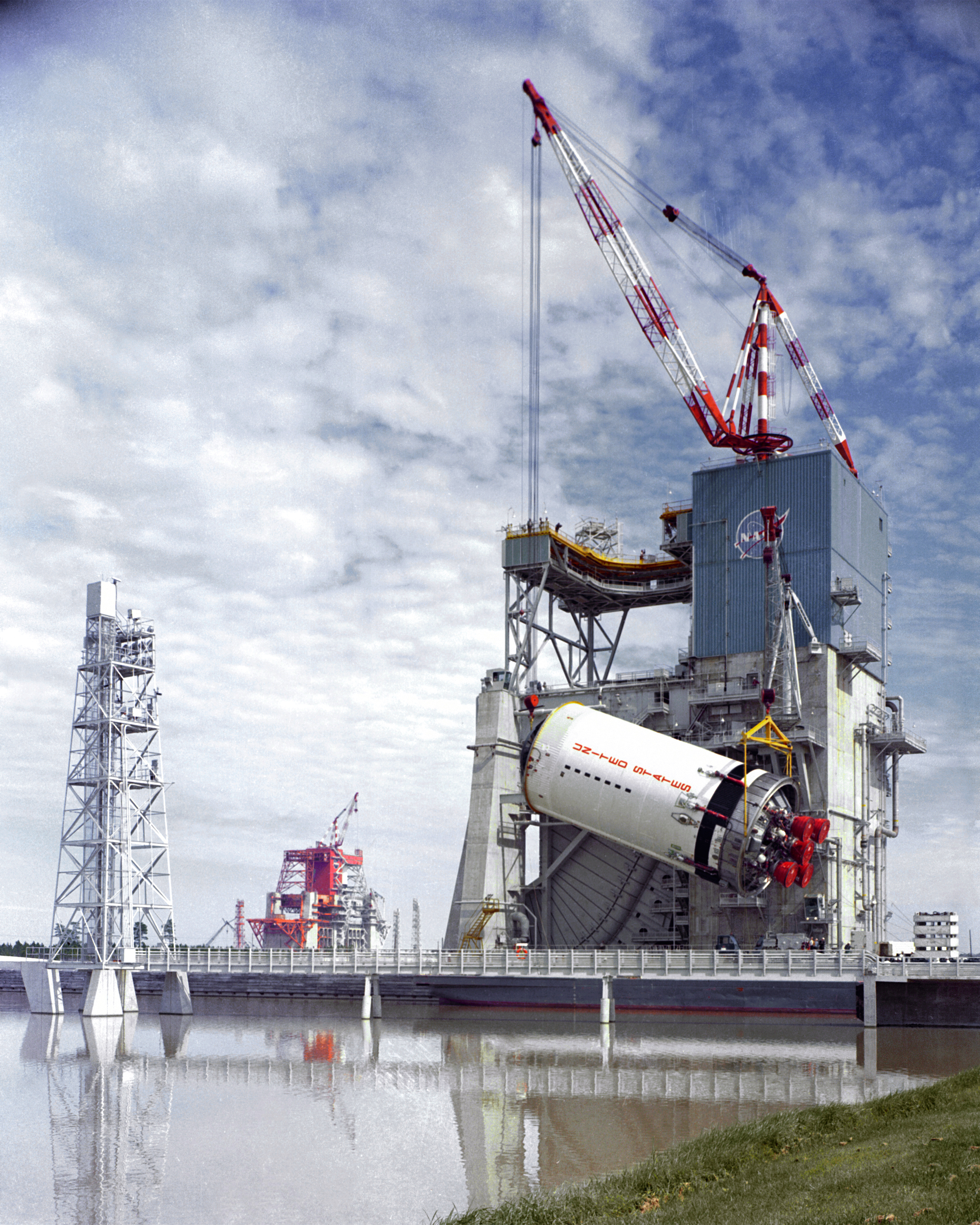
悬挂在密西西比测试工厂的A-2测试台的S-II级

S-II推进器由位于加利福尼亚州的北美航空建造。这个推进器使用液氢和液氧作为燃料，共有5个J-2火箭发动机。和第一级的S-IC推进器类似，发动机的排列仍呈十字形，外部的发动机可以提供控制能力。S-II推进器有24.9米高，直径与S-IC推进器相同，都是10米。S-II的净重大约36吨，当加满燃料后重达480吨。第二级可以在大气层外为土星5号提供大约360千牛頓的推力。尽管加满燃料以后90%以上的重量都是推进剂，超轻的设计在结构测试中导致了两次失败。在S-IC推进器中，通过内部燃料箱的结构将两个燃料箱完全分开，但是在S-II中没有采用这种方法。S-II推进器的液氧燃料箱的顶部与液氢燃料箱的底部使用了一个共同的箱壁，这个箱壁由中间夹有酚醛树脂的蜂窝状结构的两片铝板构成。这个箱壁需要承受两个燃料箱之间70°C的温度差。共用箱壁的设计节省了3.6吨的重量。S-II和S-IC推进器都是通过海运运抵装配大楼的。

#### S-IVB 第三级
S-IVB推进器由位于加利福尼亚州的道格拉斯飞行器公司建造。它使用了一个J-2火箭发动机，和S-II推进器一样都使用了液氢和液氧作为燃料。S-IVB推进器在两个燃料柜间也使用了共用箱壁。这个推进器有17.85米高，直径6.6米，重量也尽量的减轻了，尽管减轻的程度不如S-II那样大。S-IVB的净重11吨，加满燃料后重119吨。这一级在任务过程中会使用两次，首先在第二级活动及关闭后，S-IVB点火工作2.5分钟，然后在月球转移轨道射入阶段点火大约6分钟。两个加满液体燃料的辅助推进设备装在推进器尾部，用来在待机轨道和月球转移阶段控制火箭的高度。这两个辅助推进设备也用作姿态控制以帮助燃料在月球转移轨道上射入点火前处于正确的位置。
S-IVB推进器是土星5号唯一的可以使用空运的的一级。除了级间的调整结构和重启动的能力，这一级推进器几乎和土星1B号的第二级完全一致。

#### 控制设备单元

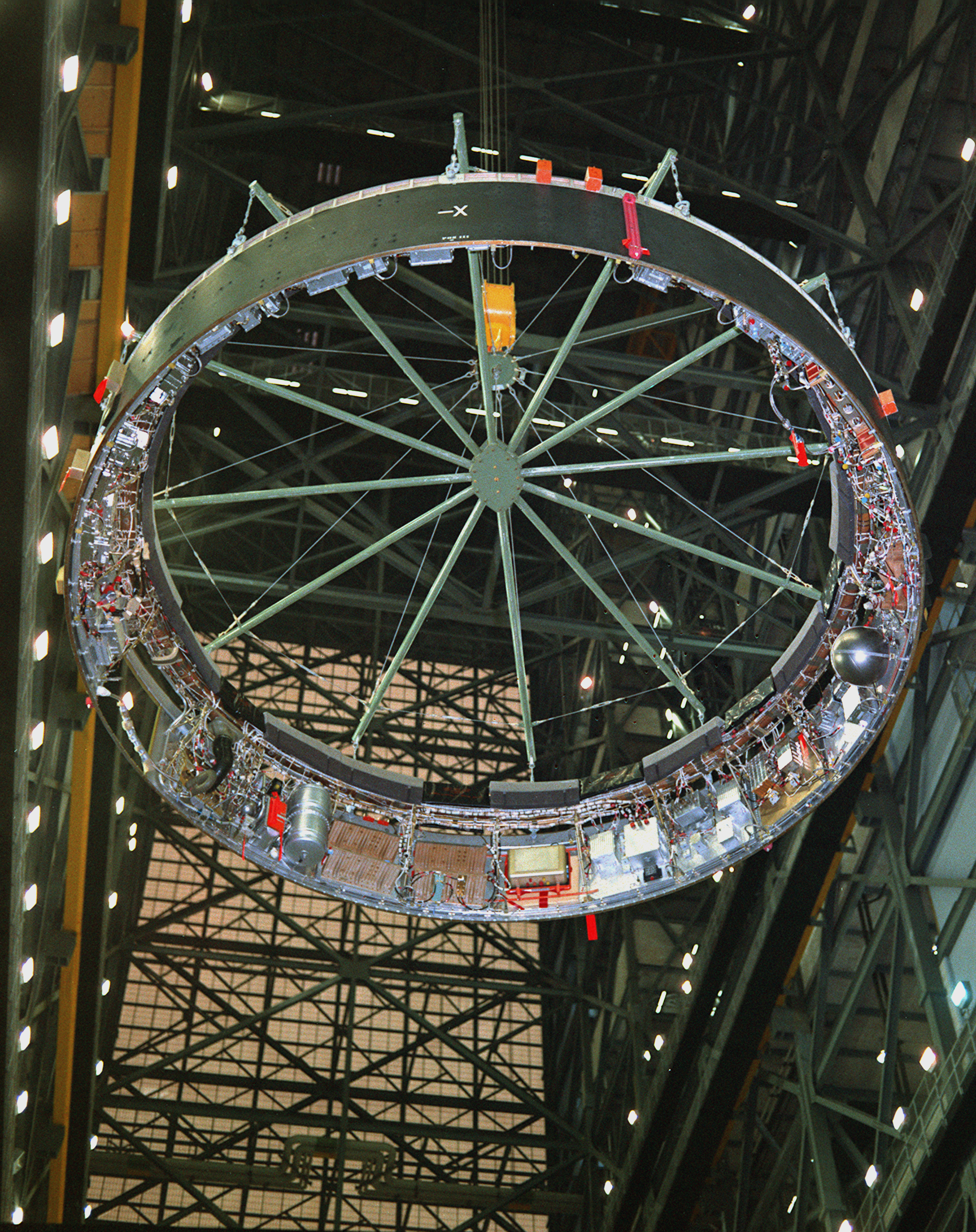
用于阿波罗4号的土星5号火箭的控制设备单元

控制设备单元由IBM制造，放在第三级的顶端。它在位于亨茨维尔的空间系统中心建造。这个计算机控制了火箭从起飞前一直到抛弃S-IVB推进器的操作过程。它包含了为火箭导航和遥测的系统。通过测量加速度和火箭的高度，它可以计算出火箭的位置和速度，同时对偏向做出修正。

### 安全距离
在出现事故需要火箭自毁的时候，靶场安全官员会用遥控方式关闭发动机，在几秒钟后发出另一条指令引爆贴在火箭外表面上的炸药。爆炸会切断燃料和氧化剂箱体并将燃料迅速释出，尽量减少燃料的混合。这些动作之间的暂停时间用于让飞船成员通过阿波罗飞船的救生塔或者服务舱推进系统逃离。第三个命令用于在S-IVB推进器到达轨道后使自毁系统永久失效。当火箭在发射场时，这个系统也是不運作的。

## 对比

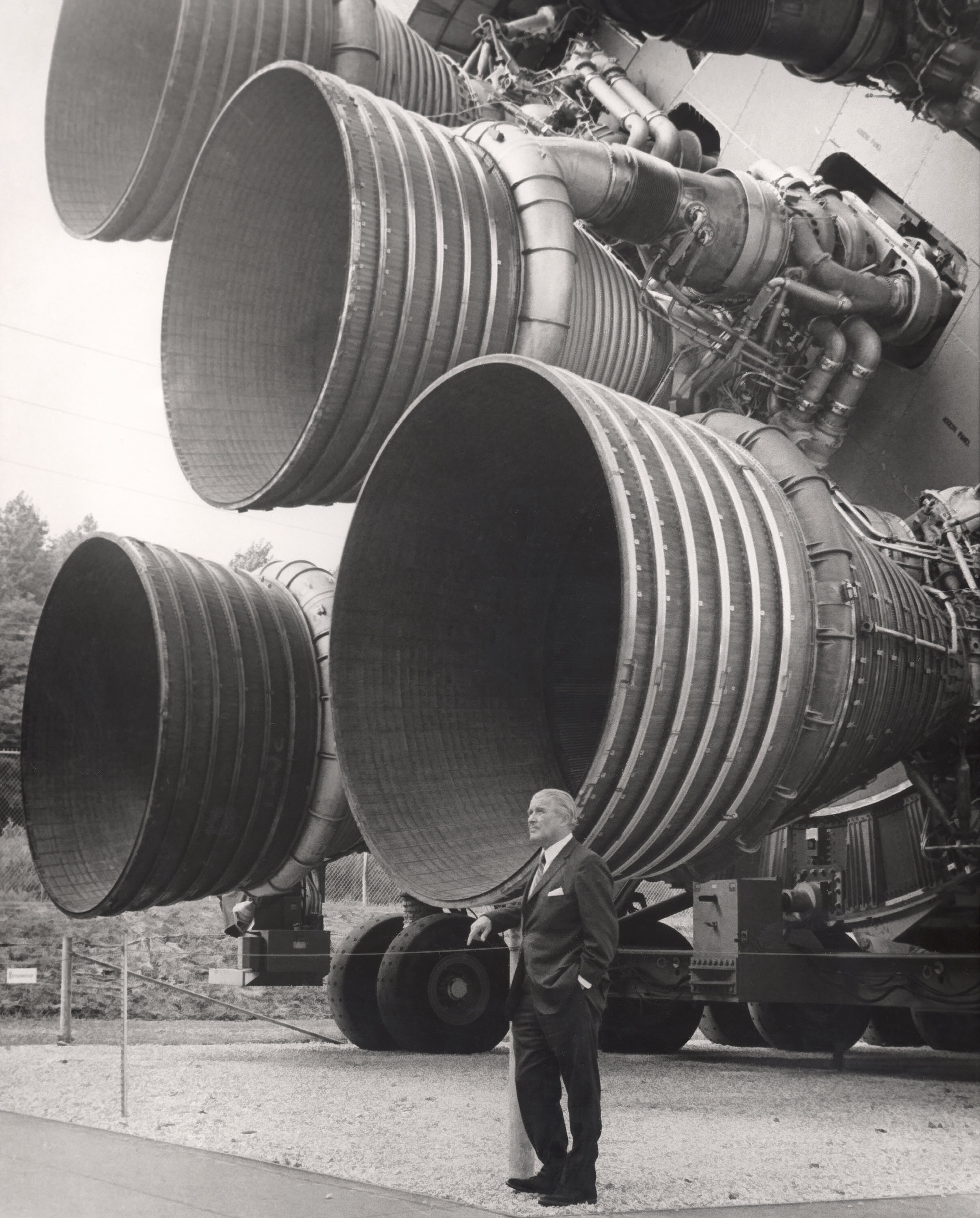
S-IC推进器中的F-1火箭发动机前站着的是其制造者，沃纳·冯·布劳恩

苏联针对土星5号火箭设计了N1运载火箭，尽管土星5号更高、更重，运载能力也更强，但是N-1火箭提供的起飞推力更大，第一级推进器的直径也更大。在计划取消前，N1运载火箭一共进行了四次试验发射，每次都在飞行的早期失败。在阿波罗6号和阿波罗13号两次发射之中，土星5号都从发动机失效故障中恢复了过来。N1运载火箭可能在设计时考虑到了如何挽救发动机故障，但是整个系统却从未成功的将整个火箭从失败中挽回。

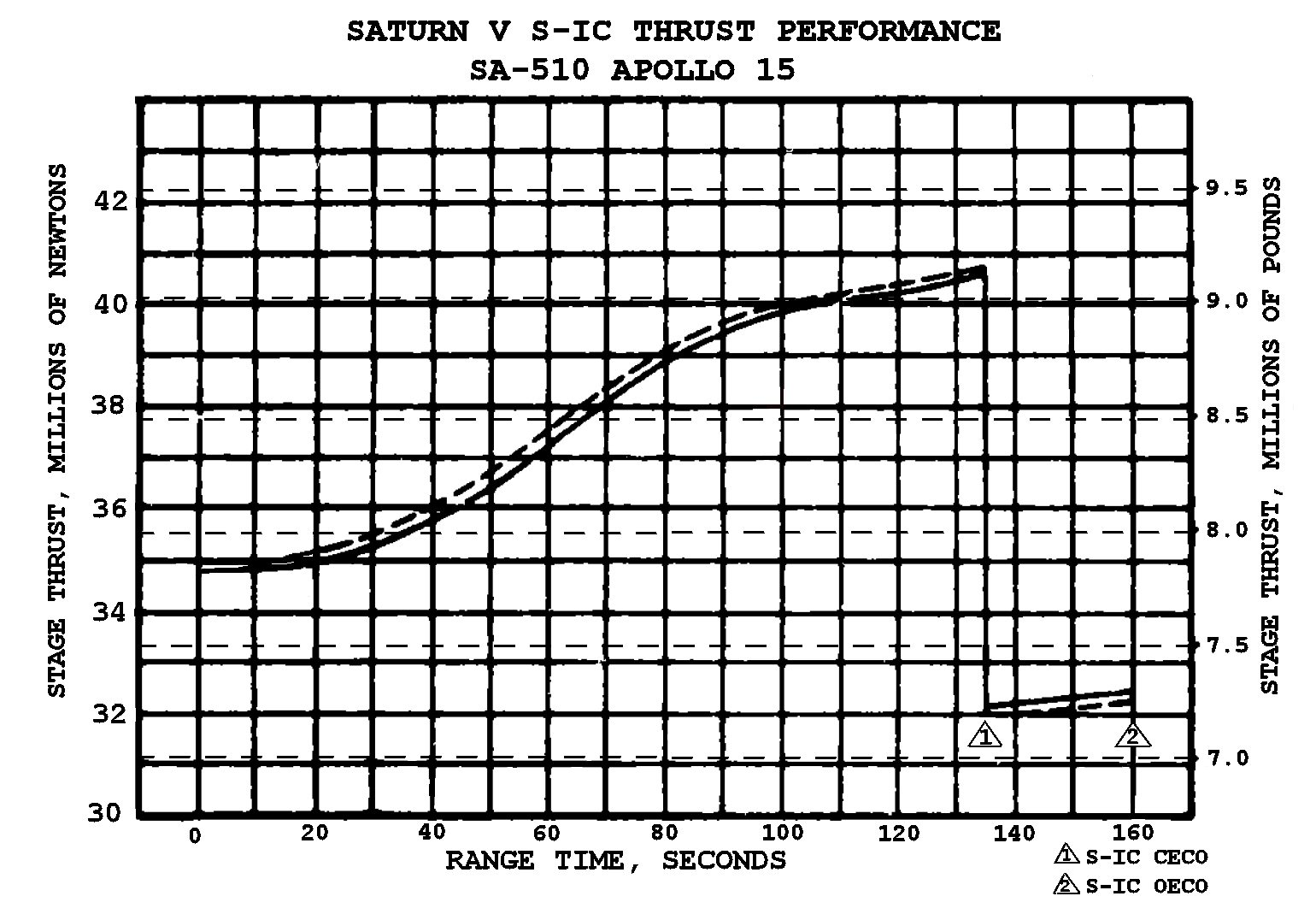
土星5号第一级推进器在发射阿波罗15号时的性能。起飞推力达34.8兆牛。CECO表示中央发动机关闭，OECO表示外部发动机关闭

土星5号的三级推进器最大推力可以达到至少34兆牛。可以将118吨的载荷送至近地轨道。阿波罗15（SA-510）的起飞推力达到34.8兆牛。天空实验室任务（SA-513）中的起飞推力稍大，达到35.1兆牛。任何其他成功发射的运载火箭的高度、重量和载荷能力都没有超过土星5号的。如果苏联的两次能源号实验发射可以认为是可运行的运载火箭，那么它拥有和天空实验室任务中土星5号的相同推力，35.1兆牛。N-1火箭的海平面起飞推力可以达到44.1兆牛，但是从来没有成功入轨。
苏联能源号火箭的假想未来版本可能会比土星5号的力量更大一些，推力可以达到46兆牛，可以将175吨重的物体发射到近体轨道。土星5号曾经计划过的升级版本采用F-1A火箭发动机会将推力提升18%，载荷137吨。NASA考虑过制造更大的土星系列火箭，如土星C-8号，以及其他系列的火箭，如新星火箭，但是从未生产过。
航天飞机的峰值推力可以达到30.1兆牛，近地轨道载荷能力28.8吨，大约是土星5号载荷的25%。如果将航天飞机本身算作载荷，那么载荷为112吨。比较公平的比较是阿波罗15号飞船和土星五号火箭第三级的总轨道重量，大约140.5吨。
近期发射的其他运载工具的载荷能力比土星5号小得多。例如欧洲的阿丽亚娜5型运载火箭可以将10吨重的载荷送入地球同步转移轨道。美国的德尔塔-4运载火箭在2004年12月21日发射，他可以将13.1吨的载荷送至地球同步转移轨道。未知的阿特拉斯-5型运载火箭采用了基于俄罗斯设计的发动机，可能可以将25吨的载荷送至近地轨道，将13.6吨的载荷送至地球同步转移轨道。

### S-IC推力对比

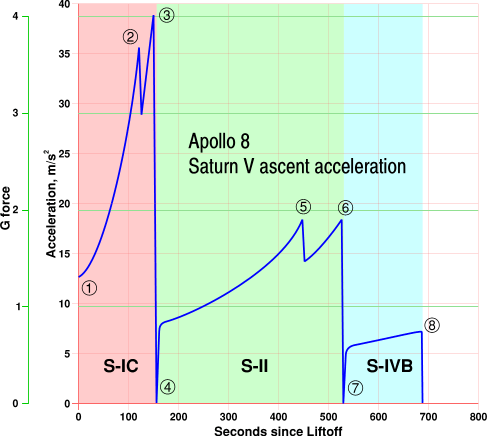
典型的加速曲线
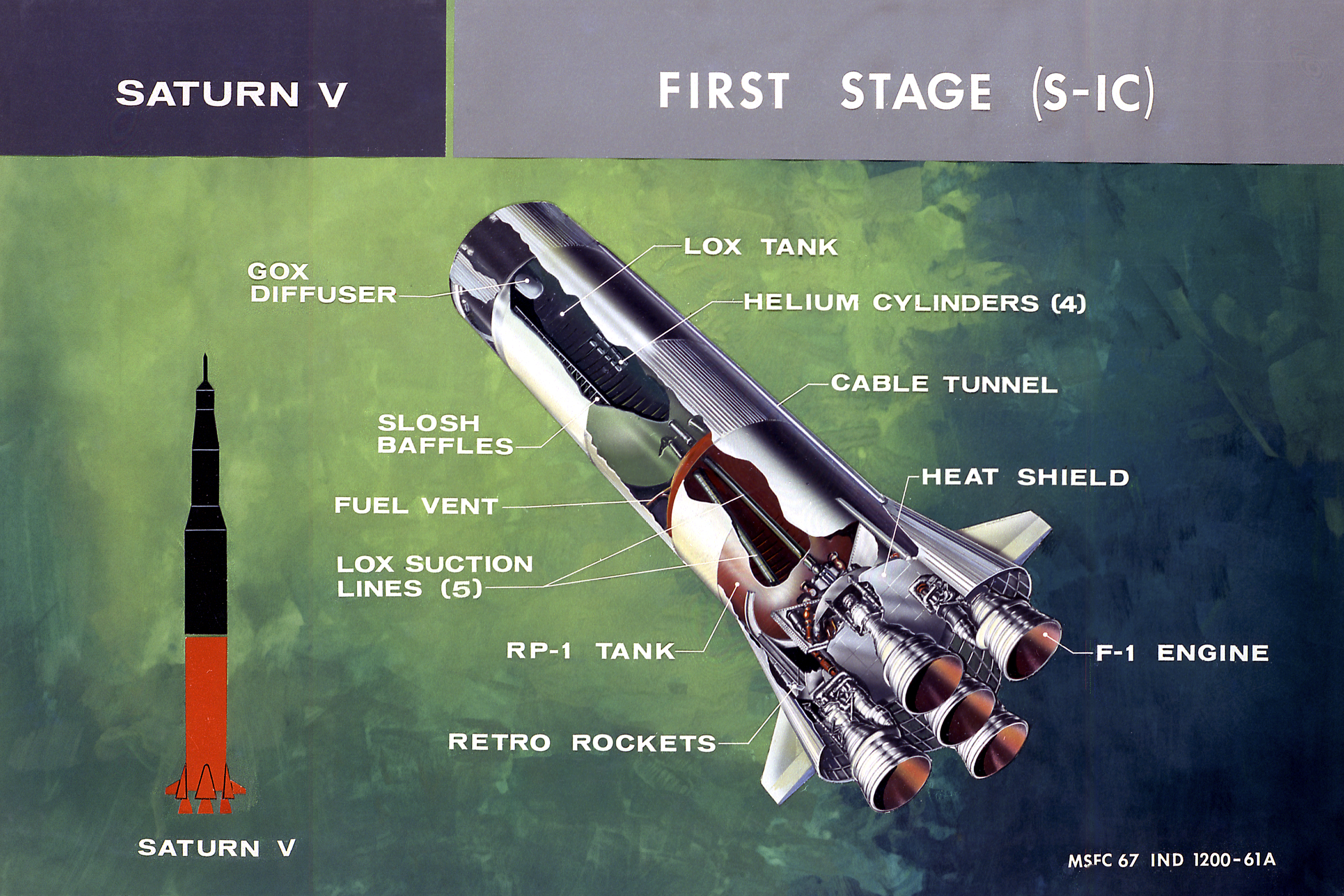
土星5号第一級
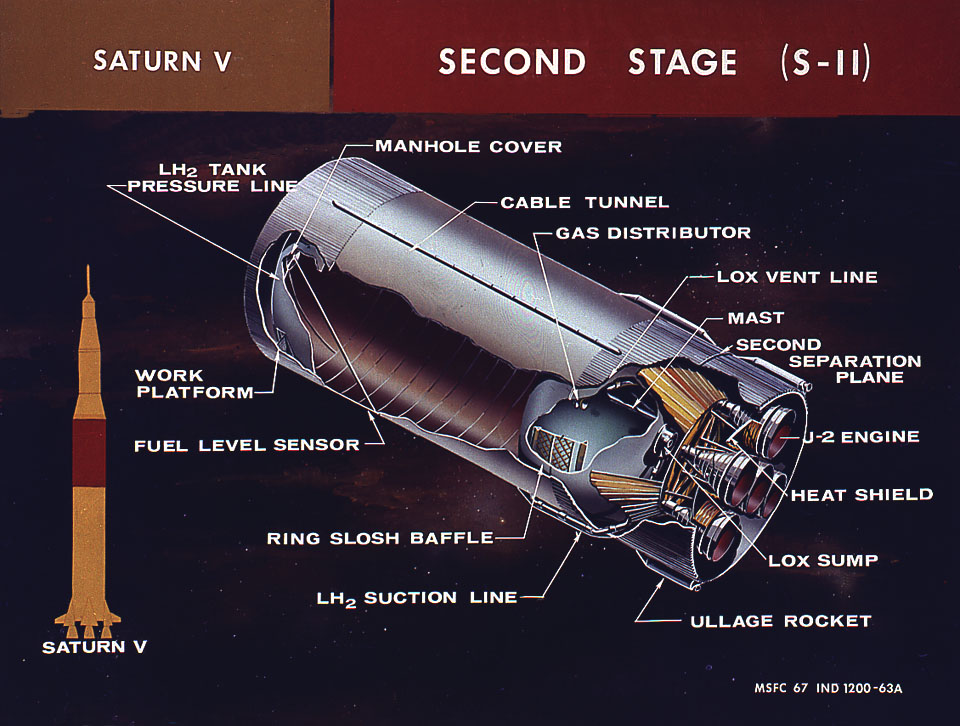
土星5号第二級
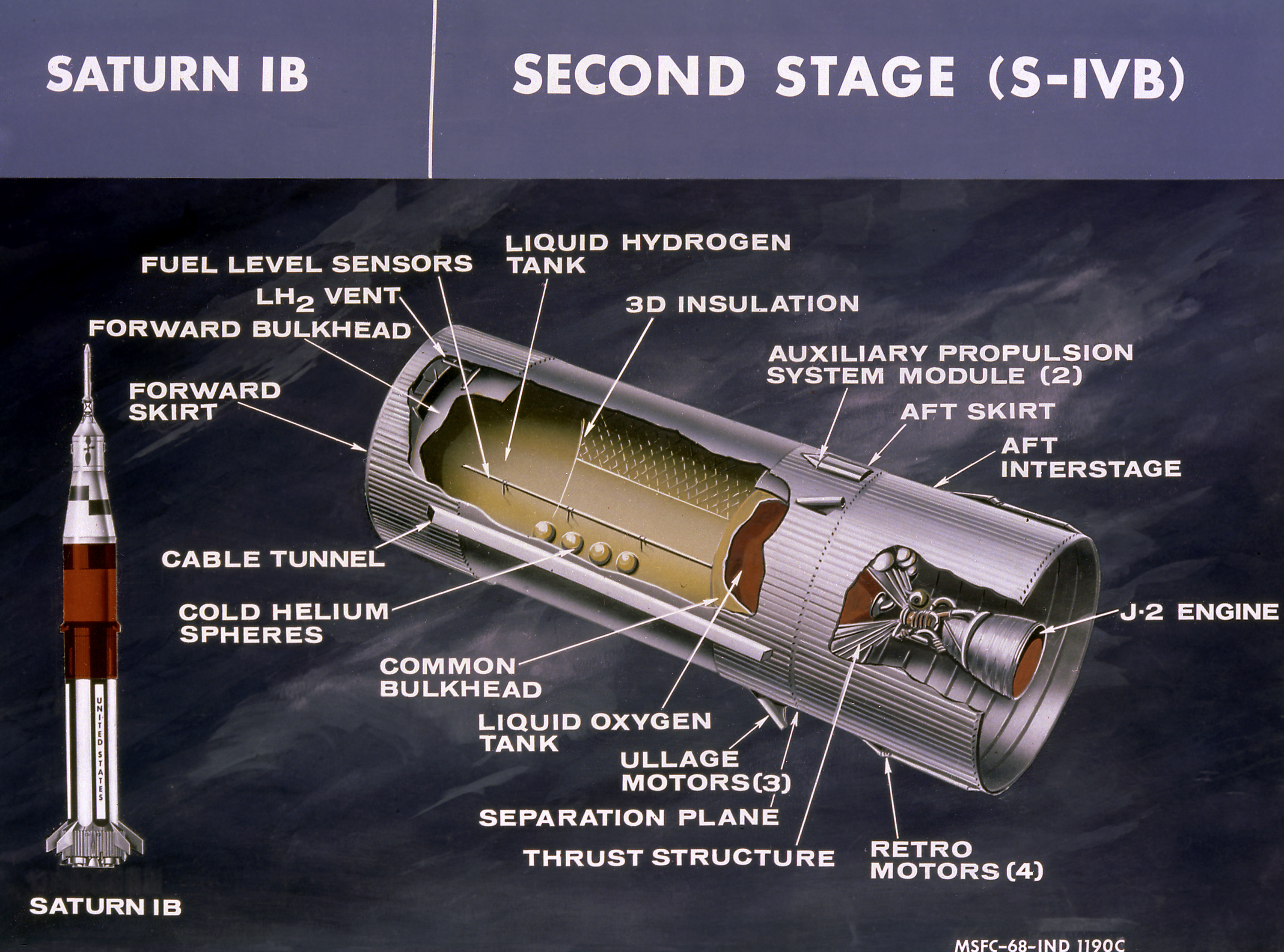
土星5号第二級

由于S-IC推进器的体积非常巨大，人们经常关注这一级的推力并将它与其它大型火箭进行对比。但是，如下几个因素使得比较变得复杂。
- 通常引用的推力数据来自规格说明书，并不是实际测量的数值。每一级推进器和发动机的推力都可能少于或者超过设计规格，有时差别非常巨大。
- F-1火箭发动机的推力设计规格在阿波罗15号（SA-510）后从6.67兆牛提升到了6.77兆牛，而S-IC推进器的推力相应的提升到了33.85兆牛。更高的推力通过重新设计喷口和提升了推进剂流量来实现。然而阿波罗15号上实际测量的推力是34.8兆牛，有很大的差别。
- 在火箭飞行过程中没有什么简单办法来直接测量火箭飞行中的推力。一般可以通过燃烧室的压力、涡轮泵的速度、计算所得的推进剂密度与流量、喷嘴的设计以及大气层带来的外部压力影响进行估算。
- 对于火箭发动机来说，即使是非节流发动机，它的推力也会随着外部压力的变化会有很大的变化，也就是说随着海拔高度的变化而发生变化。例如，在阿波罗15号的数据中，计算所得的总起飞推力（根据实际测量的数据）是34.8兆牛，在135秒后中央发动机关闭前，推力增加到了40.8兆牛，这时发动机处于严重欠膨胀的状态。
- 推力设计规格通常是指真空推力（上面的若干级推进器）或海平面推力（下面的推进器），有时不会指出是哪个推力，这样会导致不合理的比较。
- 推理设计规格给出的通常是是平均推力或者峰值推力，有时也不会注明是哪个。即使是非节流发动机在某个特定的高度，推力也会受燃烧周期的若干因素的影响而发生变化，比如有意或无意的燃料混合比例变化、燃烧周期中推进剂密度的轻微变化以及燃烧周期中涡轮泵的变化、喷嘴等部件的性能变化等等。

在无法得知准确的火箭测量技术和得到推力的数学方法的情况下，比较通常是不准确的。如上所述，推力的设计规格通常于实际飞行中通过直接测量数据计算所得的推力有很大区别。参考资料中列出的推力通常没有明确标出是真空推力还是海平面推力，或者是峰值推力还是平均推力。
类似的，在后来的任务中，载荷的增加也经常与推力无关，通常是通过减轻重量或者重新设计飞行轨迹而得到的。
在每一次执行任务以后的发射评估报告中都对土星5号火箭的性能进行了详尽的分析，如每一次任务每一级推进器的推力/时间曲线等等。

## 组装过程

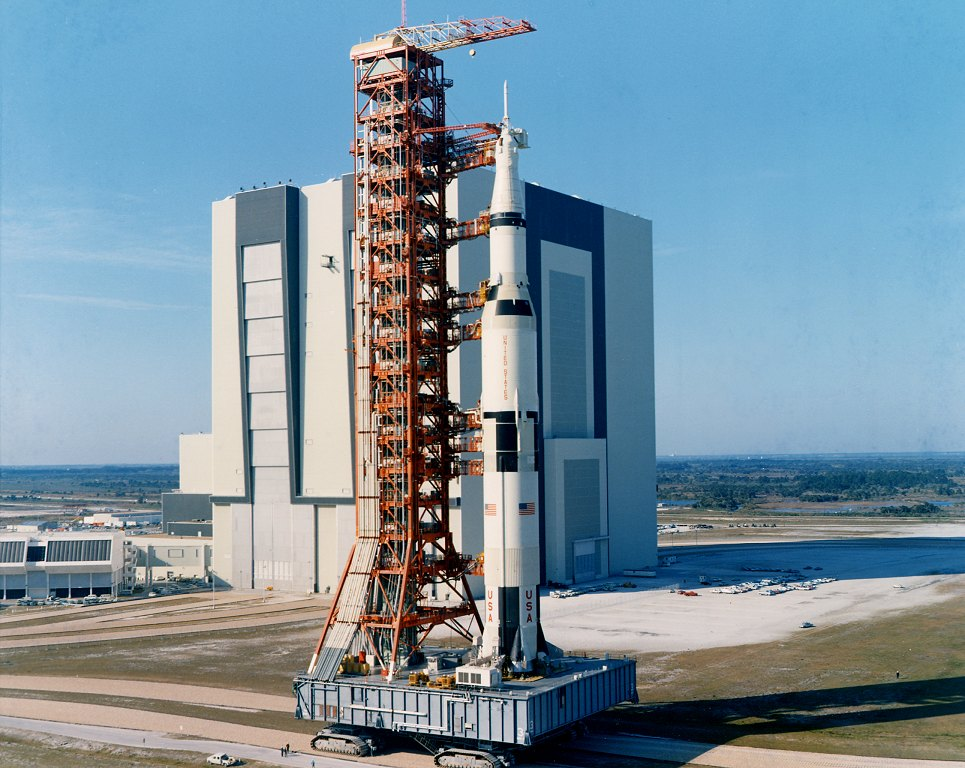
阿波罗10号使用的土星5号火箭正在移出装配大楼

每一级推进器建造完成并在地面测试结束以后，将会被运往肯尼迪航天中心。前两级推进器过于巨大，只能通过驳船运输。S-IC在路易斯安那州的新奥尔良制造，首先要通过密西西比河向南运输到墨西哥湾。在佛罗里达州拐一个弯，他将被向北通过内部沿海水运运送到垂直装配大楼（现在称为运载具装配大楼）。这和现在NASA运送航天飞机外部燃料箱的路线是一样的。S-II是在加利福尼亚制造的，因此运输需要通过巴拿马运河。第三级和控制设备单元可以通过怀孕孔雀鱼和超级孔雀鱼等大型运输机进行运输，但是在需要的时候也可以通过驳船运输。
到达垂直装配大楼以后，每一级推进器在移动至垂直位置前都处于水平状态。NASA也建造了大型的线轴型结构替代推进器，以备某一级推迟到达。这些线轴型结构的高度、质量以及内部的电路连接都与实际的推进器一致。
NASA在一个移动发射平台上组装土星5号火箭。这个发射平台上包括一个发射控制塔，塔上有9个臂，其中一个是用于宇航员通道，有一个塔式起重机，还有一个将要在发射前激活的水灭火系统。装配完成以后，火箭整体将使用履带式运输车(Crawler-Transporters)从装配大楼移动到发射场。这辆履带式运输车由马里昂动力铲公司制造，现在仍然用于运输较小、较轻的航天飞机。履带式运输车有四条履带，每一条履带有57节，每一节重达900公斤。这个运输车也要求在运输至发射场的5千米路程中保持火箭的高度，尤其是在到达发射场时的约3%的梯度。运输车也需要运输移动服务结构，它可以让技术人员在发射前八小时以前进入火箭，这时它大约移动到了装配大楼和两个发射场连接处。

## 登月任务发射时序

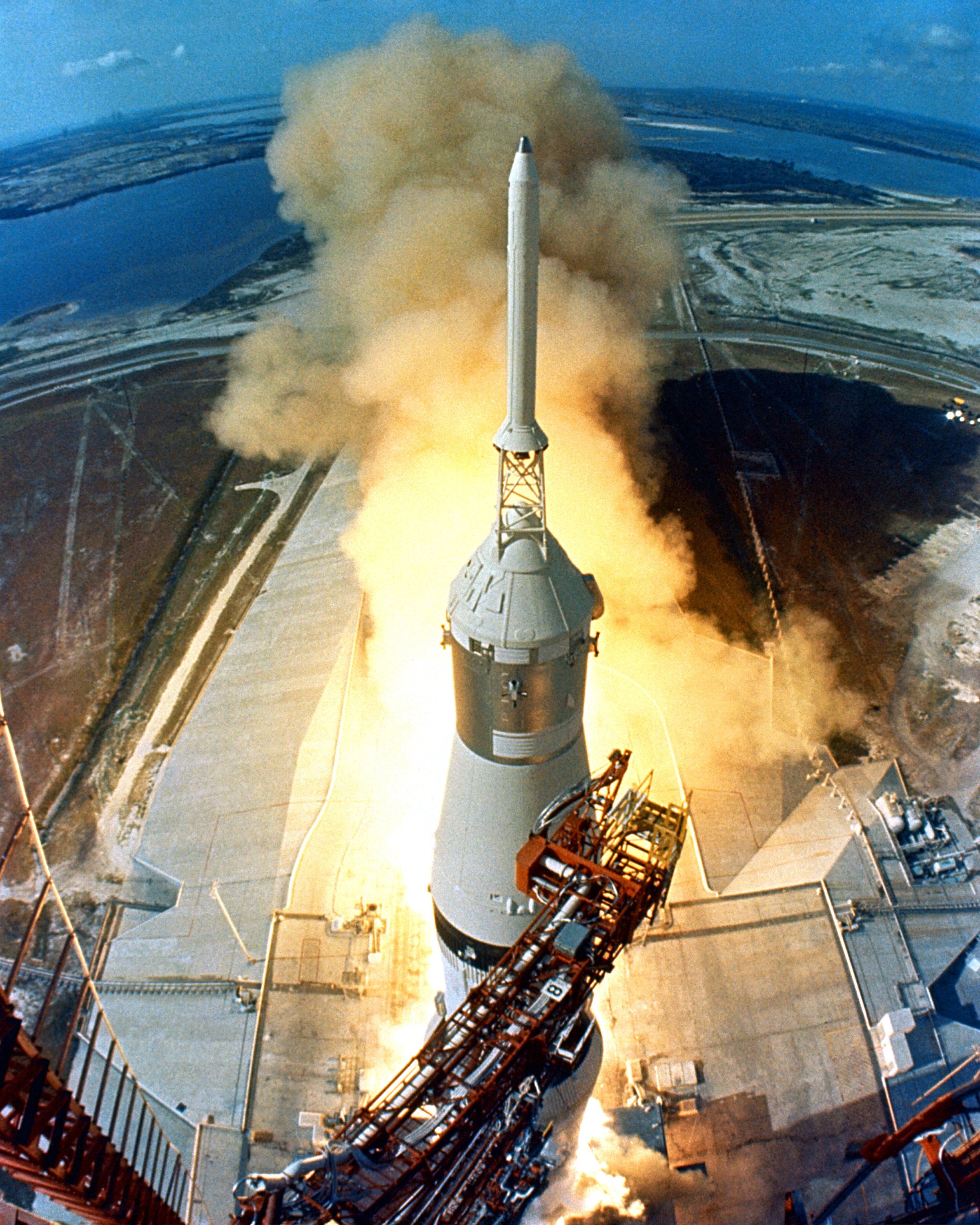
1969年7月16日阿波罗11号起飞，是人类历史上第一次登月

土星5号执行了所有的阿波罗登月任务。所有的土星5号火箭都是从肯尼迪航天中心的39号发射台发射的。在火箭飞离发射塔后，飞行控制就转移到了位于德克萨斯州休斯顿的约翰逊航天中心的任务控制中心。火箭的平均的任务时间总共仅仅需要20分钟。尽管阿波罗6号和阿波罗13号任务中出现了发动机故障，箭载电脑仍然可以通过延长剩余发动机的工作时间来补偿损失的推力，没有任何一次阿波罗发射损失了载荷。

### S-IC工作时序

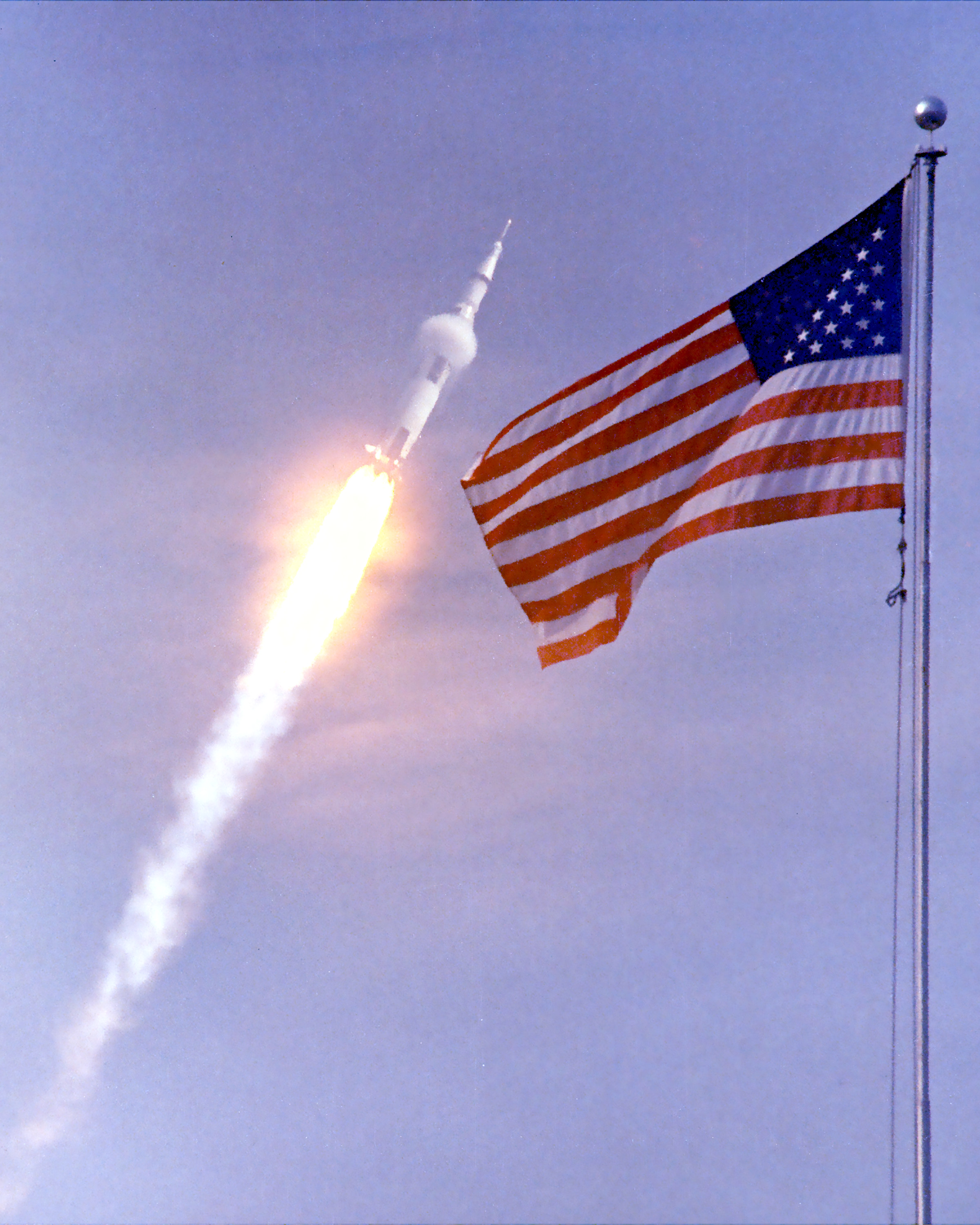
阿波罗11号任务中，土星5号穿越底层稠密大气层时的环绕在阿波罗周围的凝结云

第一级推进器大约工作2.5分钟，它将火箭推送到68千米的高空，火箭速度达到9920千米/小时。它将消耗2000吨燃料。其中引擎点火后约十秒后所耗费的油量可以轻松填满一个标准的50米游泳池那么多.
在发射前8.9秒，第一级推进器点火时序开始。中央发动机首先点燃，随后周围相对的发动机以300毫秒的间隔点火，以减小火箭的结构负载。当箭载电脑对推力确认了以后，火箭通过两个阶段进行软释放。首先，压紧火箭的臂将火箭松开，然后，在火箭开始向上加速的时候，它通过拉掉固定的锥形金属销钉减速约半秒钟。一旦火箭起飞，如果发动机出现故障，它将无法安全的返回到发射场。
火箭离开发射塔需要大约12秒钟。在这段时间，火箭将偏斜1.25度，以保证能够即使在逆风情况下也能安全的离开发射塔。这个偏斜量虽然很小，但是也能在从西边或东边拍摄到的发射照片中观察到。在高度大约130米的时候，火箭将调整到正确的航向，然后逐渐的压低角度，直到第二级推进器点火后38秒。这个压低的程序根据在发射的那个月中的主要风向设定。四个外侧的发动机也向外倾斜，这样在一个外侧发动机关闭的情况下，仍然可以保持剩余火箭发动机的推力在火箭的重心之上。土星5号火箭迅速的加速，在高度大约1600米的时候，速度会达到约120米/秒。早期飞行的大多数时间都在提升火箭的高度，后面才开始有速度要求。

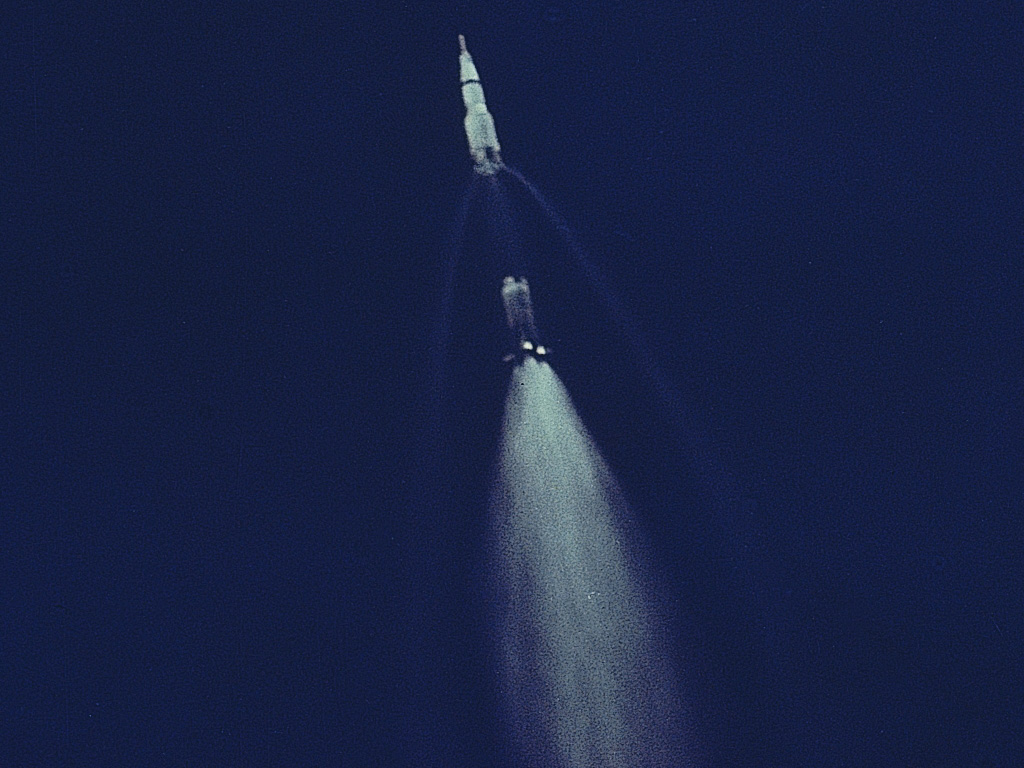
阿波罗11号S-IC推进器分离

在大约80秒的时候，火箭将达到最大动态压力(Max-Q)。火箭上的动态压力随空气密度的变化于相对速度的平方发生变化。尽管速度不停地增加，空气密度随减小得更快，从而使空气压力小于最大动态压力。
S-IC推进器工作时的加速度增加有两方面原因，推进剂的质量减小了，F-1火箭发动的推力在稀薄空气中的效率提高从而使推力增加。135秒时，中央的发动机关闭以将加速度限制在4g（39.2m/s2）以下。外侧发动机继续燃烧，直到传感器检测到氧化剂或者燃料消耗完毕。第一级推进器在关闭发动机后略小于1秒后分离，以利用F1发动机的剩余推力。八个较小的固体燃料分离发动机使S-IC推进器从级间结构脱离，这时火箭的高度大约67千米。第一级随后依其弹道上升至大约109千米高，然后坠入560千米外的大西洋。

### S-II工作时序

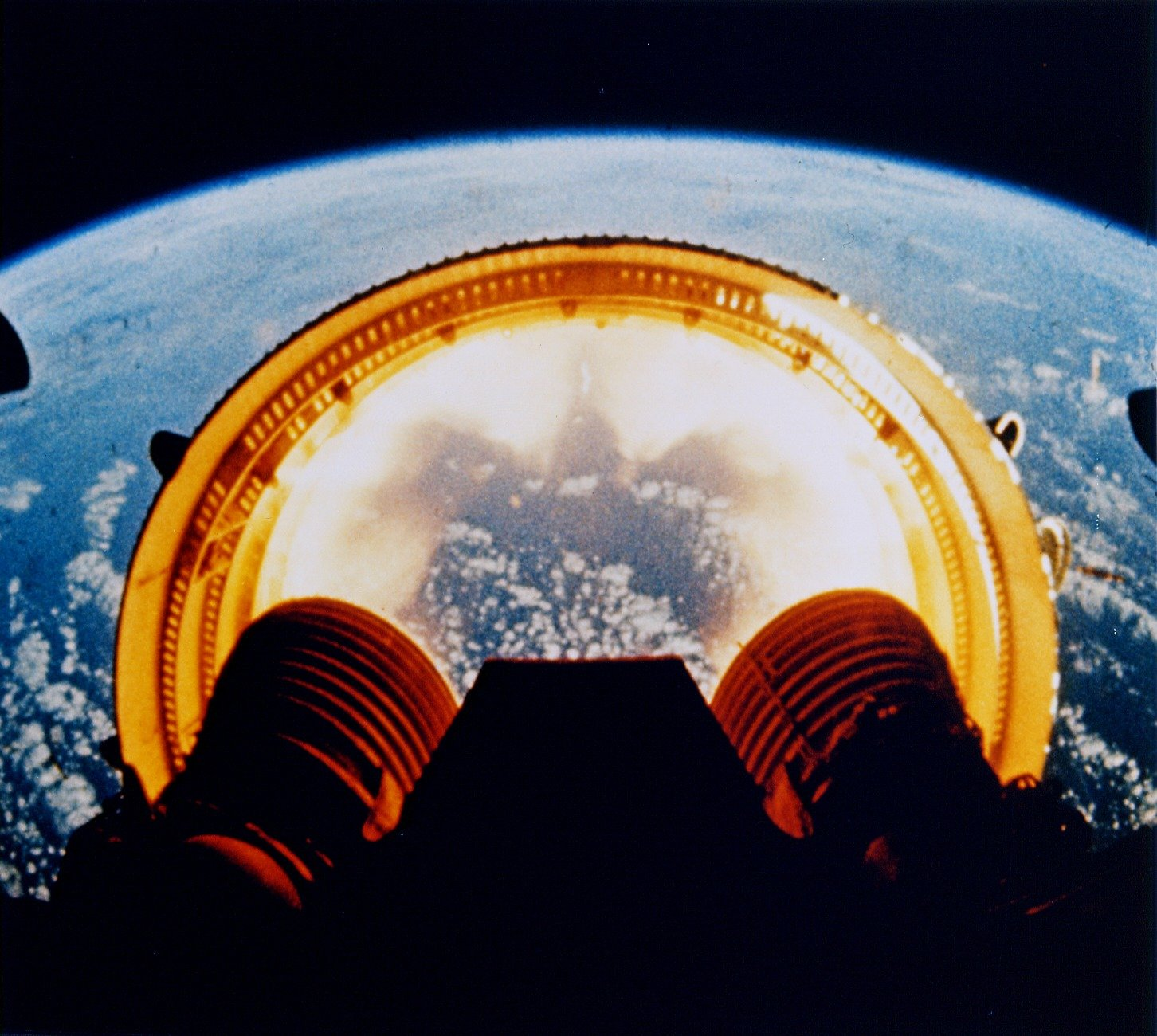
阿波罗6号尾部的摄像机拍摄的级间结构脱离

在S-IC推进器脱离以后，S-II第二级推进器大约工作六分钟，将飞船推送至170千米的高空，速度达到25182千米/小时（7.00千米/秒），接近第一宇宙速度。
在头两次无人发射过程中，八个固体燃料推进器点火大约4秒钟，给S-II推进器提供了正的加速度，随后S-II推进器的5个J-2火箭发动机点火。在头7次载人阿波罗任务中，仅仅使用了4个固体燃料推进器，在最后四次发射中，没有使用它们。在第一级推进器分离30秒以后，级间环从第二级推进器上脱落。脱落时通过惯性固定姿态，因此级间环虽然距离箭载J-2发动机仅有1米，却可以顺利脱落而不碰到它们。级间环脱落以后很短时间内逃生系统也被抛弃了。

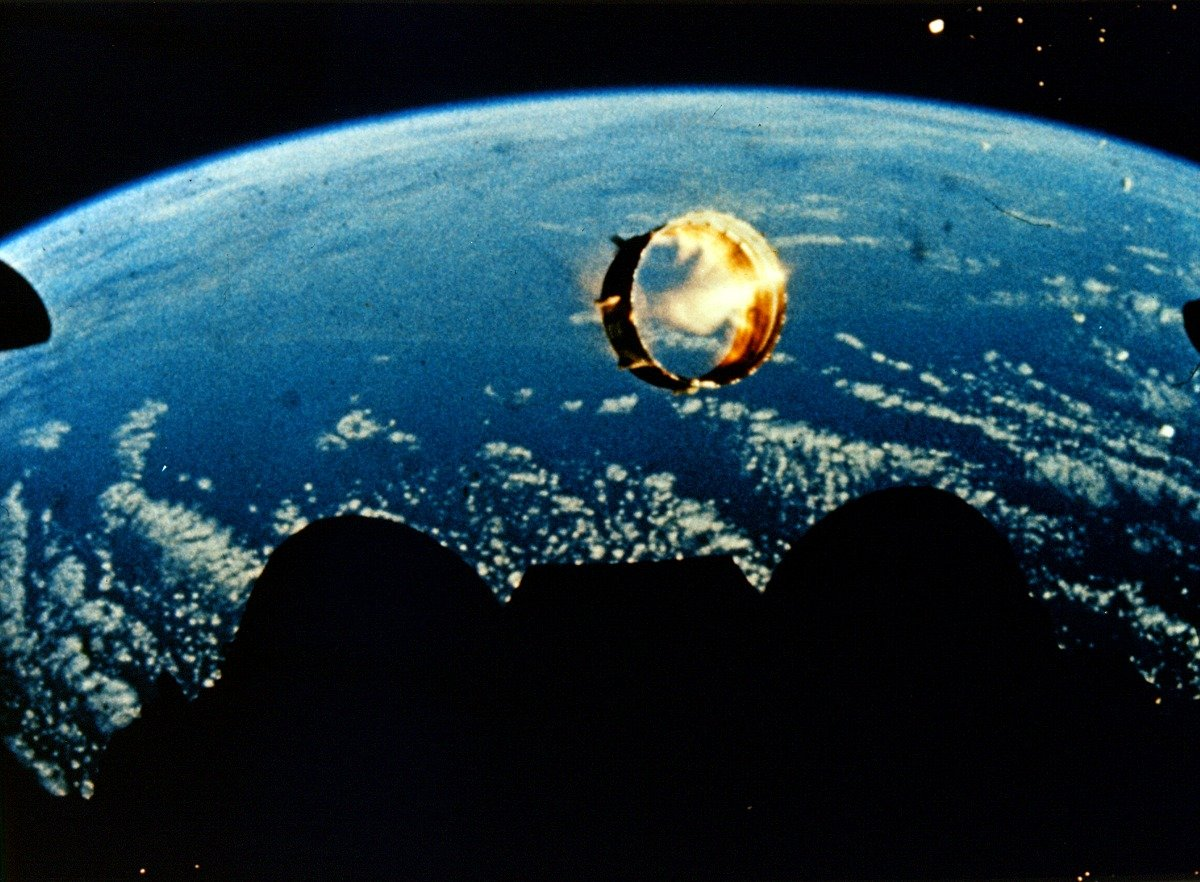
阿波罗6号级间环脱落，可見S-IIC推进器的发动机排气影响了脱落过程

第二级推进器点火后38秒钟，土星5号从预先设定的轨迹进入一个闭合环，或者称为迭代导航模式。控制设备单元开始进行实时计算，以找出能够到达预定轨道的最有效利用燃料的轨迹。如果控制设备单元出现故障，宇航员可以将对土星5号的控制转移到指令舱的计算机，或者采用手动控制，甚至取消这次飞行。
在第二级推进器关闭前的90秒，中央发动机关闭以减小纵向耦合振动。首先应用于阿波罗14号的耦合抑制器可以停止这种振动，但是中央发动机仍然需要关闭，以免加速度过大。大约在这个时候，液氧的流量也减小了，使得两种推进剂的混合比例发生改变，使得第二级推进剂飞行结束时燃料柜中剩余推进剂尽量少。当达到预先设定的速度变化时，便开始采用这种方式。
在S-II推进剂燃料箱的底部有5个液位传感器，他们在S-II飞行阶段启用，只要有任何两个传感器检测到燃料耗尽，就会触发S-II推进器关机。关机一秒钟后，S-II推进器分离，几秒钟以后第三级S-IVB推进器点火。S-II推进器顶端的固体火箭点火将这一级推进器反向加速，以脱离S-IVB推进器。S-II将会落在距离发射场4200千米的地方。

### S-IVB工作时序
S-IC和S-IVB的分离是一种两阶段的分离，而S-II和S-IVB分离仅仅需要一步。尽管级间环作为第三级推进器的一部分进行建造，它仍然与第二级推进器相连。
在阿波罗11号这个典型的登月任务中，第三级推进器工作大约2.5分钟左右，然后到任务的第11分40秒第一次关机。这时，火箭已经飞行了大约2640千米，进入高度约191.2千米的待机轨道，速度达到7.75千米/秒。宇宙飞船随后需要绕地球飞行两圈半，在此期间宇航员和飞行任务控制人员进行月球轨道转移射入的准备工作，而这时第三极推进器一直与宇宙飞船连在一起。

阿波罗8号在分离以后不久的S-IVB推进阶段

待机轨道在地球轨道中是相当低的，而由于大气的阻力，这个轨道的寿命比较短。对于登月任务来说，这还不是一个问题，因为飞船不会待机轨道上停留很长时间。S-IVB引擎还通过排放气化的氢气继续提供较低的推力，以使推进剂沉在燃料箱中，防止推进剂供给管道中出现气泡。由于液态氢气在燃料箱中会沸腾，排放气体也可以使燃料箱保持合适的压力。释放氢气的推力很容易就超过大气阻力了。
在最后三次阿波罗飞行任务中，临时待机轨道更低（大约只有150千米）。通过这样的待机轨道可以增加这些任务中的载荷。阿波罗9号执行了地球轨道任务，轨道就是后来的阿波罗11号的轨道。但是宇宙飞船使用自己的发动机将近地点提升到足够高以完成10天的任务。天空实验室的轨道有明显的区别，近地点大约434千米远，可以维持6年，轨道平面和赤道的夹角为50度，而阿波罗任务中的夹角是32.5度。
在阿波罗11号的飞行过程中，在火箭发射后2小时44分飞船开始进行月球转移轨道射入。S-IVB推进器燃烧大约6分钟，使得飞船的速度加速到接近地球的逃逸速度11.2千米/秒。这条能够有效利用能量轨道可以通过月球俘获飞船来使命令服务舱的燃料消耗量最小。
轨道射入以后40分钟，阿波罗的命令服务舱从第三级推进器分离，旋转180度以后和发射期间处在下方的登月舱对接。服务舱和登月舱在50分钟后和第三级推进器完全分离。
如果保持和飞船一样的轨迹，S-IVB会有与飞船相撞的风险。因此，它将排出剩余的推进剂，同时辅助的推进系统将点火将它移走。在阿波罗13号以前的登月任务中，S-IVB被导向月球运行方向的后方，这样月球可以通过引力弹弓效应将其加速至地球逃逸速度，进入太阳轨道。从阿波罗13号以后，控制人员引导S-IVB使其撞击月球。在前面的任务中放置在月球上的地震仪可以检测到撞击的影响，得到的信息可以用于描绘出月球的内部情况。
阿波罗9号是一个特例，尽管它完成的的是一个地球轨道任务，在宇宙飞船分离以后，它的S-IVB推进器点火将其自身推出地球轨道进入太阳轨道。
2002年9月3日，天文学家比尔·扬发现了一个可疑的小行星，编号给定为J002E3。它看起来在一个地球周围的轨道，随后通过光谱分析发现，它覆盖着一层二氧化钛涂料，和土星5号使用的涂料一致。计算得到的轨道的参数证实这个小行星是阿波罗12号的S-IVB推进器。控制人员计划将阿波罗12号的S-IVB推进器送入太阳轨道，但是在从阿波罗飞船分离以后，推进器工作时间过长，导致没能飞到距月球足够近的位置，因此它仍然是处在地球和月球轨道之间的一个勉强稳定的轨道上。人们认为在1971年的一系列的引力扰动之后，这个推进器应该已经进入了太阳轨道，而在31年之后被地球俘获了。在2003年6月，它又离开了地球的轨道。另一个发现于2006年的近地天体也可能是阿波罗飞船的一部分，它的编号是6Q0B44E。

## 天空实验室

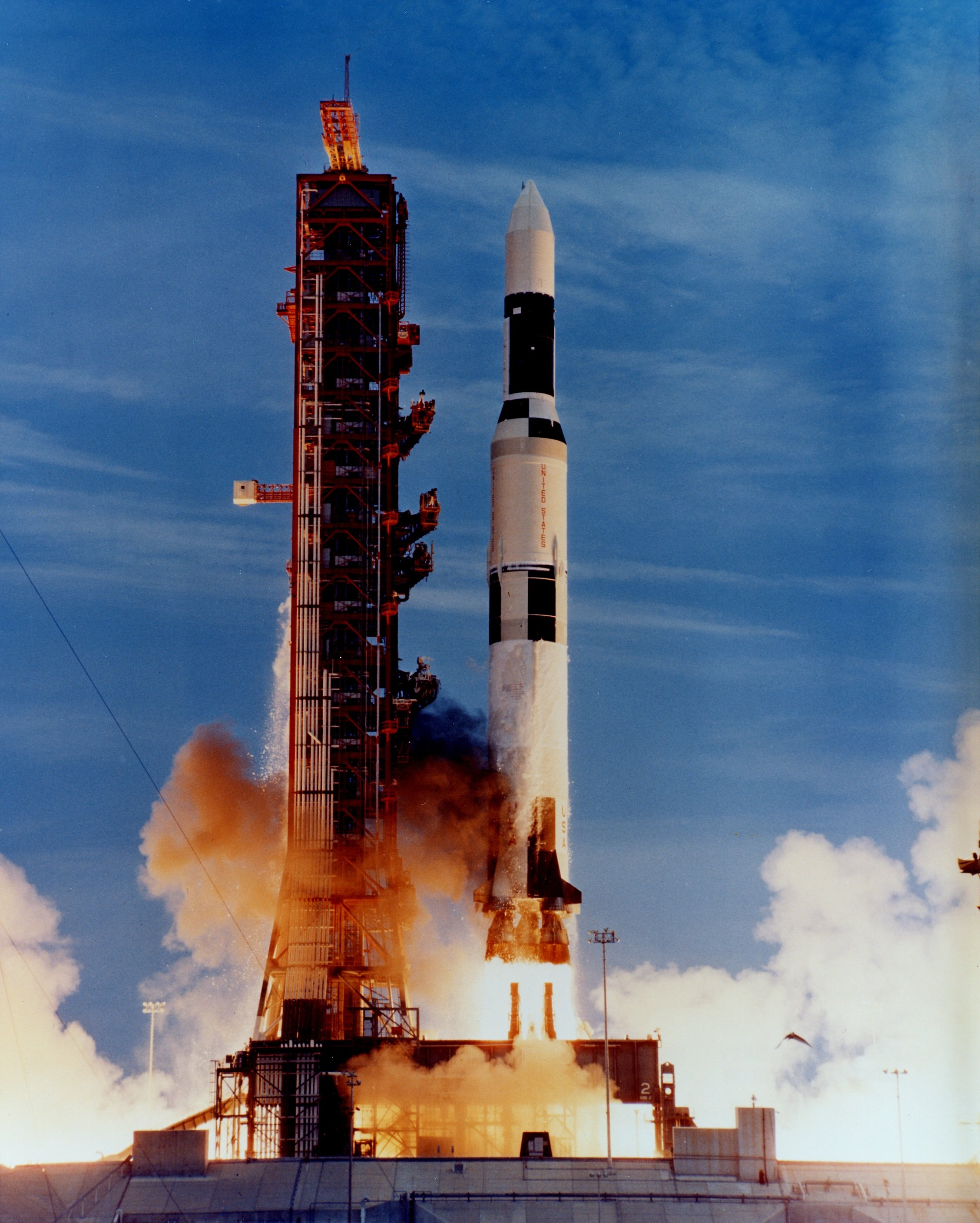
最后一支土星5号火箭将天空实验室空间站送至近地轨道，天空实验室放在第三级推进器的位置

1968年，开展了阿波罗应用计划以调查是否有科学任务需要通过多余的阿波罗计划的零件来完成。大多数计划都围绕着空间站计划，最终导致了天空实验室计划。天空实验室通过一支二级土星5号火箭发射，有时这支火箭也被称为土星INT-21。这是惟一的一次没有直接为阿波罗登月计划服务的土星5号火箭发射。
最开始，计划中希望使用将一个火箭发射器使用土星1B发射入轨道，而用过的S-IVB推进器就可以作为空间站来使用。但是这个计划后来被放弃了。技术人员在地面上就将一个土星IB的S-IVB推进器改造为空间站，然后使用土星5号将它发射入太空。目前国家航空航天博物馆展出了一个备用空间站，它是由土星5号的第三级建造的。
宇航员于1973年5月25日到1974年2月8日在空间实验室上生活。而天空实验室直到1979年7月11日才离开轨道。

## 已经提出的阿波罗计划后期研发
对土星5号火箭的第二次生产计划已经取消。在这次的生产中，很可能在第一级推进器中使用了F-1A火箭发动机，可以提升很大的性能。其他可能的改变可能是将火箭的鳍状物移除，这样可以稍微减轻火箭的重量；第一级S-IC推进器可能变大，以容纳力量更大的F-1A发动机；在上面的推进器中将使用升级的J-2发动机。
基于土星5号火箭，有一些改进的土星系列运载火箭，从将S-IVB推进器和级间环直接装在S-IC推进器上的土星INT-20到使用了13个F-1发动机的土星V-23(L)。
航天飞机最初被认为是使用土星5号的运输工具，甚至被称为是土星飞机。最初的设计中使用了和现在一样的轨道飞行器和外部燃料箱，但是燃料箱装在一个修改过的可以返回版本的S-IC推进器上。它可以提供航天飞机在飞行时最初两分钟的动力，随后S-IC推进器将被抛弃，运回肯尼迪航天中心进行返修，而航天飞机的主发动机点火，将航天飞机送入轨道。航天飞机可以负责空间站的后勤工作，土星5号负责发射零件。然而，无法生产第二代的土星5号使这个计划胎死腹中，而美国也再也没有这种重型助推器了。美国航天界人士认为如果当初继续生产土星5号，只要经过少数几次发射就可以以天空实验室或和平号空间站为基础建成国际空间站，而使用土星飞机或可能避免导致1986年挑战者号航天飞机灾难的情况。
土星5号曾经被考虑用来运送航海者火星探测器，但是这项计划被取消了。也曾考虑用它来发射核火箭推进器RIFT和后来的NERVA。

## 计划中的后继者
美国从二十世纪五十年代到80年代中所提出的比土星5号更大的火箭统称新星火箭。有三十多种大型火箭的提议都以新星命名，但是没有一种真正建造了。

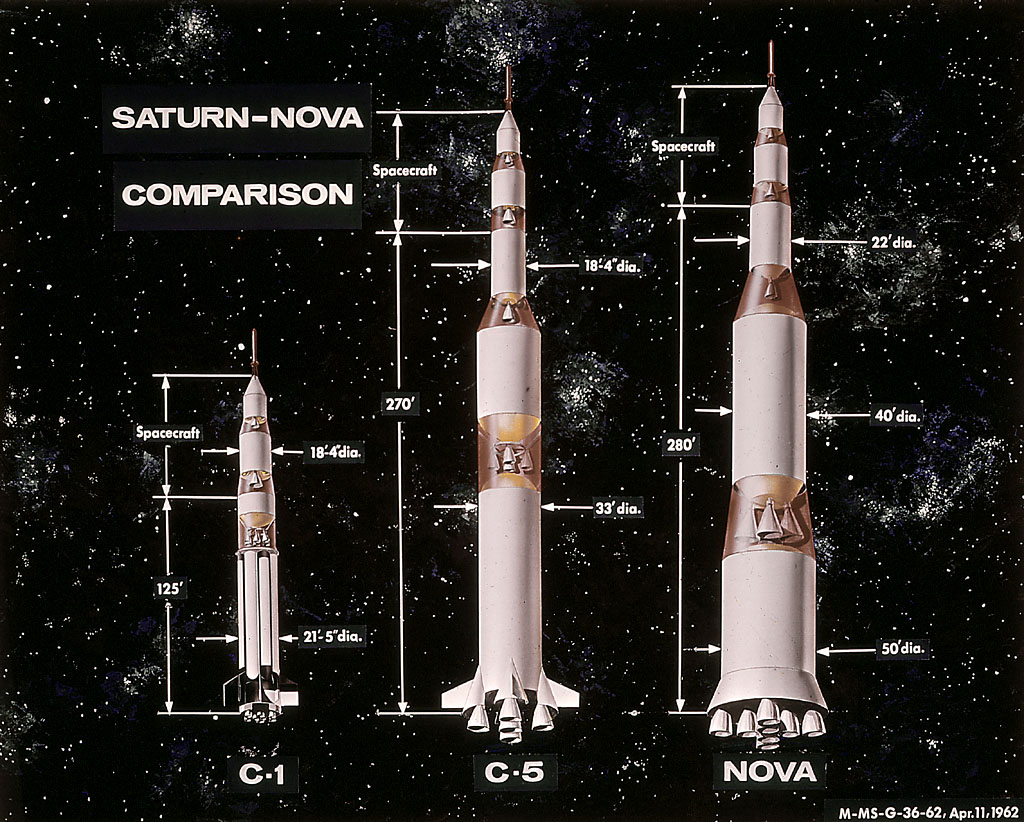
土星一号、土星五号、新星火箭

沃纳·冯·布劳恩和其他人员曾有计划设计过一种火箭，火箭的第一级推进器包含了8个F-1发动机，这样它可以直接起飞发送载人飞船至月球。其他的土星5号计划使用半人马座火箭作为上面级，或者添加捆绑助推系统。这些方法可以增加火箭的运送能力，这样可以让火箭将无人飞船运送至其它带外行星或者将载人飞船送至火星。

直接飞往火星火箭设计

2006年，在已经取消的星座计划中，NASA披露了曾经试图建造一种重型战神五号运载火箭。这项计划是用来取代航天飞机的，在这种航天飞机衍生的运载工具的设计中使用了一些已经存在的航天飞机和土星5号的结构。原始设计的命名是向土星5号致敬，这个设计基于航天飞机的外部燃料箱，有110米高，使用了5个航天飞机主发动机和两个升级后的五段航天飞机固体助推器。经过改进的固体助推器可以用于发射战神一号运载火箭。随着设计的进展，战神五号也被略微修改了。它的直径仍然是10米，和土星5号的S-IC推进器与S-II推进器一致，而使用了5个RS-68火箭发动机来代替航天飞机主发动机。RS-68火箭发动机也用在了德尔塔-4运载火箭上。用RS-68火箭发动机代替航天飞机主发动机的原因是航天飞机主发动机的成本过于高昂。而且每次使用后都将会被抛弃，而RS-68发动机的就相对来说较便宜，而且更容易制造，也比航天飞机主发动机的力量更大。

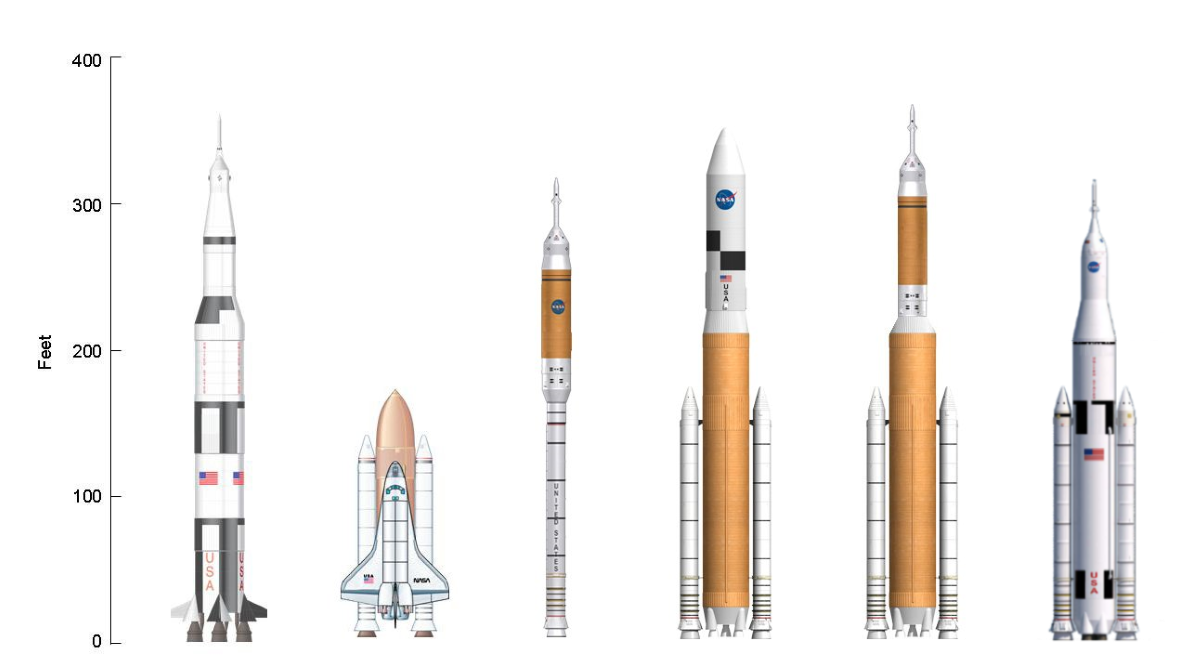
土星五号、航天飞机、战神一号运载火箭、战神五号运载火箭、战神四号运载火箭、太空发射系统(Space Launch System;縮寫：SLS)

2008年，NASA再次重新设计了战神五号火箭，将它的核心加长加宽，添加了一个RS-68B发动机，这样火箭总共使用了6个发动机。此外，在发射的时候还会捆绑两个5.5段的航天飞机固体助推器，而不是原先设计中的5段助推器。但是目前NASA还没有决定在最终设计中使用多少段。如果使用了六个RS-68B发动机和5.5段助推器，火箭起飞时的推力会达到39.6兆牛，这样它的力量要超过土星5号和苏联的能源号火箭，但是还是比苏联的N1运载火箭要小。战神五号的上面级是基于S-IVB推进器而设计的，被命名为地球出发级。它使用的发动机是J-2发动机的改进型，命名为J-2X火箭发动机，有可能用来将牵牛星登月车送入近地轨道。战神五号运载火箭高达116米，可以将180吨的载荷送入低地轨道，它将会在高度、升力以及发射能力方面超过土星5号。
RS-68B火箭发动机是基于普惠公司下属的洛克达因公司制造的RS-68和RS-68A发动机设计的。每一个火箭的推力不到土星5号的F-1发动机的一半，但是效率更高，可以增加或减小节流，这个特点和航天飞机主发动机更像。J-2X火箭发动机在J-2火箭发动机的基础上有所改进，它既用在了地球出发级上也用在了战神一号运载火箭的第二级推进器上。在战神一号火箭上只用了一个J-2X发动机，而地球出发级的原始设计中使用了两个，在用5个RS-68B发动机替代航天飞机主发动机以后才修改成了一个。

## 资金
从1964年至1973年，土星5号的总拨款高达65亿美元，在1966年达到最高，僅一年中就拨了12亿美元。
阿波罗计划被缩减的主要原因是资金。1966年，美国国家航空航天局的年度政府拨款高达45亿美元，约为当时美国（GDP）的0.5%。同年，国防部的政府拨款为635亿美元。

## 土星5号的各次发射

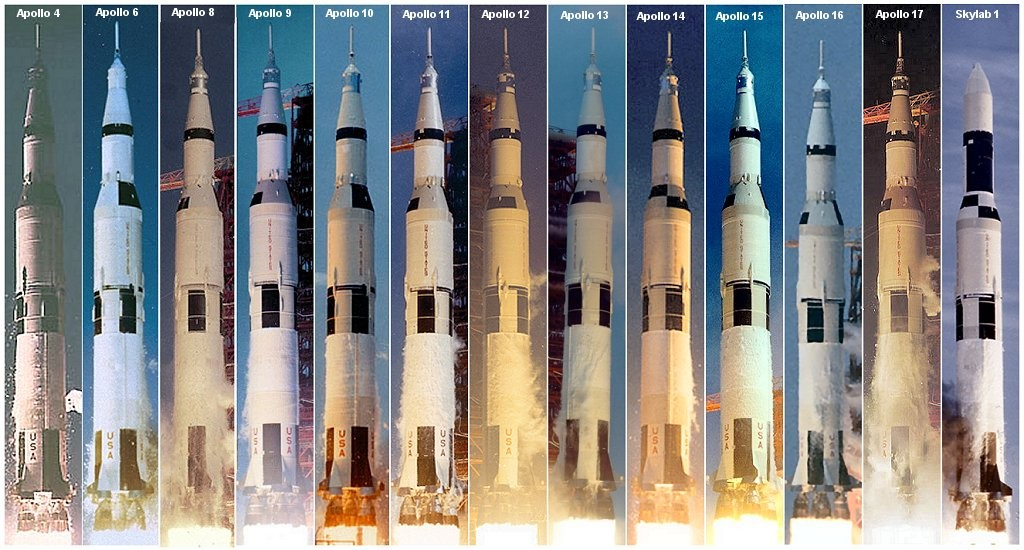
1967年-1973年间发射的所有土星5号运载火箭的照片

| 序列号 | 任务          | 发射日期       | 注释                                                |        |
| ------ | ------------- | -------------- | --------------------------------------------------- | ------ |
| SA-501 | 阿波罗4号     | 1967年11月9日  | 首次实验飞行                                        |        |
| SA-502 | 阿波罗6号     | 1968年4月4日   | 第二次实验飞行                                      |        |
| SA-503 | 阿波罗8号     | 1968年12月21日 | 土星5号的第一次载人飞行以及首次由载人飞行器环绕月球 |        |
| SA-504 | 阿波罗9号     | 1969年3月3日   | 登月舱地球轨道测试                                  |        |
| SA-505 | 阿波罗10号    | 1969年5月18日  | 登月舱月球轨道测试                                  |        |
| SA-506 | 阿波罗11号    | 1969年7月16日  | 人类首次登月                                        |        |
| SA-507 | 阿波罗12号    | 1969年11月14日 | 降落在调查员3号附近                                 |        |
| SA-508 | 阿波罗13号    | 1970年4月11日  | 任务被放弃，成员返回地球                            |        |
| SA-509 | 阿波罗14号    | 1971年1月31日  | 降落在法拉·毛罗高地附近                             |        |
| SA-510 | 阿波罗15号    | 1971年7月26日  | 首次使用月球车                                      |        |
| SA-511 | 阿波罗16号    | 1972年4月16日  | 降落在笛卡尔环形山                                  |        |
| SA-512 | 阿波罗17号    | 1972年12月6日  | 唯一一次夜间发射，最后一次阿波罗月球任务            |        |
| SA-513 | 天空实验室1号 | 1973年5月14日  | 双级天空实验室版                                    |        |
| SA-514 | 未使用        | 未使用         | 未使用                                              | 未使用 |
| SA-515 | 未使用        | 未使用         | 未使用                                              | 未使用 |

### 展出的土星5号火箭

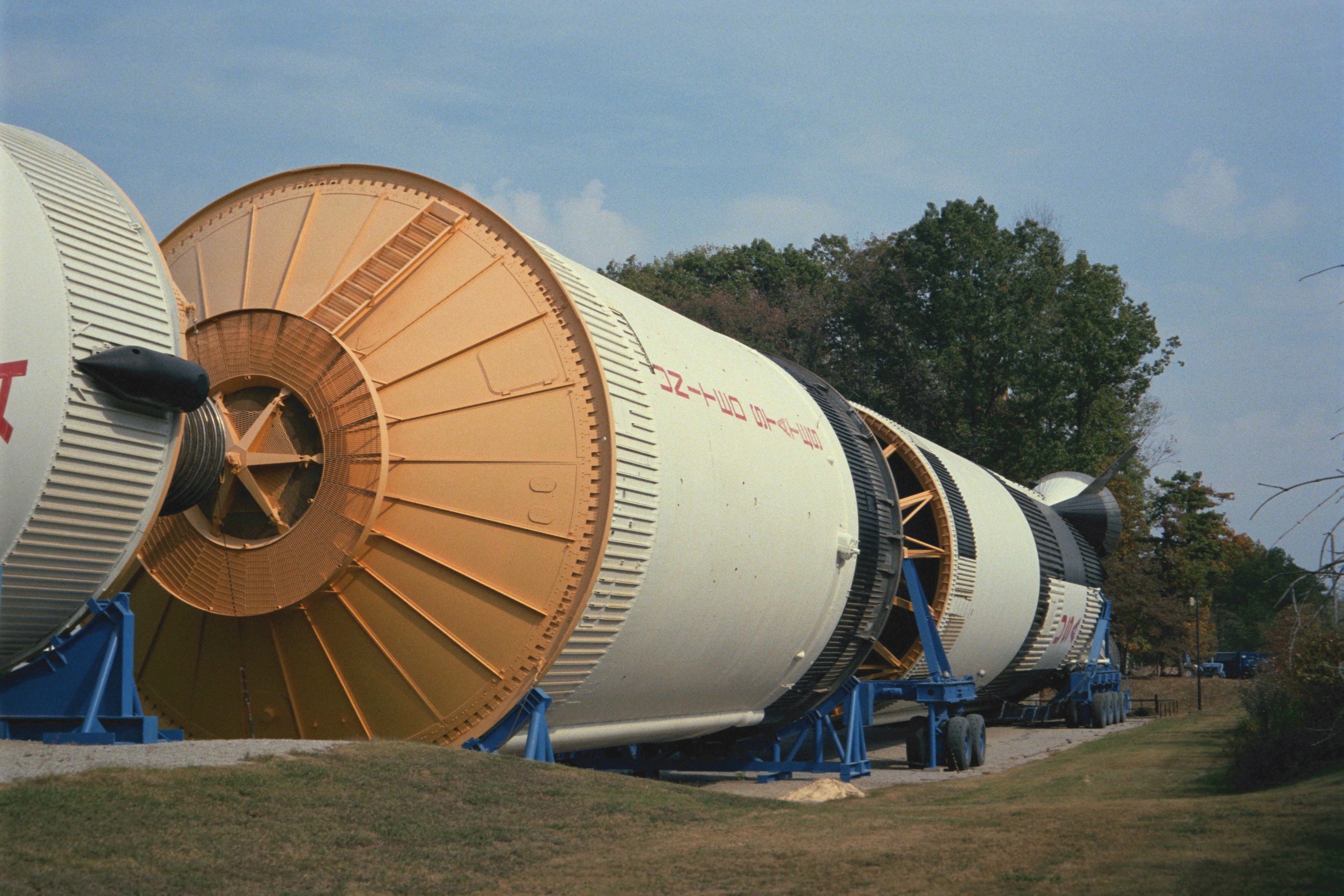
移入美国航天火箭中心室内前的土星5号火箭

- 一枚火箭在约翰逊航天中心中展览，这枚火箭的第一级推进器来自SA-514，第二级来自SA-515，第三级来自SA-513（SA-513的第三级被替换成了天空实验室）。这些推进器在1977年到1979年间运抵航天中心，一直开放展出，直至2005年在其周围建造保护结构才暂停展出。这也是唯一的一枚展出中的完整的土星5号，其各级推进器都是为发射而制造的。
- 一枚火箭在肯尼迪航天中心，它由S-IC测试推进器和SA-514的第二级、第三极推进器组成。它已经在室外展出了数十年，1996年，它被封闭起来以进行保护。
- 两枚火箭保存在亨茨维尔的美国航天火箭中心：
  - 水平展出包括S-IC-D、S-II-F/D 和 S-IVB-D推进器，这些推进器都是用作测试的，而不是用于飞行。这枚火箭在室外展览了数十年，然后重新修复，现在在戴维森航天探索中心进行展出。
  - 垂直展出的是在1999年建造的复制品。
- SA-515的S-IC推进器在路易斯安那州的密乔装配厂展出。
- SA-515的S-IVB推进器用作天空实验室的备份，现在在华盛顿的国家航空航天博物馆进行展出。

### 引用
1. 1 2 3  Wade, Mark. . Encyclopedia Astronautica.   [2008-01-16]. （原始内容存档于2008-01-08）.
2. ↑  Tariq Malik. . 美国太空网. 2009年10月24日  [2009年10月28日]. （原始内容存档于2009年10月31日） （中文（简体））.
3. 1 2 3  . Operation Paperclip.   [2011-01-28]. （原始内容存档于2020-11-23）.
4. ↑  . IEEE Global History Network.   [2010-11-13]. （原始内容存档于2013-06-19）.
5. 1 2 3 4 5 6  Roger E. Bilstein. . NASA SP-4206. 1996. ISBN 0-16-048909-1.
6. 1 2  Robin Williams. . NASA.   [2010-11-13]. （原始内容存档于2013-05-14）.
7. ↑  . Boeing.   [2010-11-14]. （原始内容存档于2010-11-20）.
8. 1 2 3 4 5  Bilstein, Roger E. . DIANE Publishing. 1999: 59–61  [2008-02-04]. ISBN 9780788181863. （原始内容存档于2017-02-02）.
9. ↑  . NASA. 2006-04-20  [2008-01-16]. （原始内容存档于2020-11-26）.
10. ↑  . Space.com.   [2008-01-16]. （原始内容存档于2010-08-18）.
11. ↑  网易探索. . 网易新闻. 2009-11-02  [2018-11-23]. （原始内容存档于2018-11-24）.
12. ↑   (pdf). NASAMarshall Spaceflight Center.   [2008-01-16]. （原始内容存档 (PDF)于2011-09-27）.
13. ↑  Wade, Mark. . Encyclopedia Astronautica.   [2008-01-16]. （原始内容存档于2011-10-07）.
14. ↑  Wade, Mark. . Encyclopedia Astronautica.   [2008-01-16]. （原始内容存档于2016-08-08）.
15. ↑  . NASA.   [2008-01-16]. （原始内容存档于2011-07-04）.
16. ↑  Wade, Mark. . Encyclopedia Astronautica.   [2008-01-16]. （原始内容存档于2016-10-21）.
17. ↑   (pdf). Columbia Accident Investigation Board.   [2008-01-16]. （原始内容存档 (PDF)于2011-11-19）.
18. ↑  . InsideKSC.com.   [2011-01-29]. （原始内容存档于2020-08-31）.
19. ↑  . NASA.   [2008-01-16]. （原始内容存档于2020-07-24）.
20. ↑  Wade, Mark. . Encyclopedia Astronautica.   [2008-01-17]. （原始内容存档于2007-12-26）.
21. ↑  Wade, Mark. . Encyclopedia Astronautica.   [2008-01-16]. （原始内容存档于2016-10-21）.
22. ↑  Phil Sumrall.  (PDF): 4 - Launch Vehicle Comparisons. 2008-08-15  [2011-01-31]. （原始内容存档 (PDF)于2013-05-17）.
23. ↑  .   [2006-03-02]. （原始内容存档于2020-11-11）.

### 文献
- Bilstein, Roger E. (1980). Stages to Saturn: A Technological History of the Apollo/Saturn Launch Vehicles. NASA SP-4206. ISBN 978-0-16-048909-9.
  - Available for reading on-line: HTML（页面存档备份，存于） or PDF （页面存档备份，存于）
  - and in softcover through the U.S. Government Printing Office: http://history.nasa.gov/gpo/order.html （页面存档备份，存于） (also published by University Press of Florida, 2003 ISBN 978-0-8130-2691-6)
- Saturn illustrated chronology: Saturn's first eleven years, April 1957 - April 1968. HTML（页面存档备份，存于） or PDF（页面存档备份，存于）
- Moonport: A history of Apollo launch facilities and operations. HTML（页面存档备份，存于） or PDF （页面存档备份，存于） (published by University Press of Florida in two volumes: Gateway to the Moon: Building the Kennedy Space Center Launch Complex, 2001, ISBN 978-0-8130-2091-4 and Moon Launch!: A History of the Saturn-Apollo Launch Operations, 2001 ISBN 978-0-8130-2094-5
- Apollo By The Numbers: A Statistical Reference. HTML （页面存档备份，存于） or PDF （页面存档备份，存于） (published by Government Reprints Press, 2001, ISBN 978-1-931641-00-5)
- Saturn 5 launch vehicle flight evaluation report: AS-501 Apollo 4 mission (PDF format) （页面存档备份，存于）
- Saturn 5 launch vehicle flight evaluation report: AS-508 Apollo 13 mission (PDF format) （页面存档备份，存于）
- Saturn V Flight Manual - SA-503 (PDF format) （页面存档备份，存于）
- Saturn V Press Kit （页面存档备份，存于）
- Excerpts from the Apollo 13 Transcript
- Lawrie, Alan, Saturn, Collectors Guide Publishing, 2005, ISBN 978-1-894959-19-3
- DVDs The Mighty Saturns: Saturn V and The Mighty Saturns: The Saturn I and IB produced by Spacecraft Films

### NASA 网站
- 展览中的三枚土星5号火箭教给我们的航天历史 （页面存档备份，存于）
- 阿波罗登月记录 （页面存档备份，存于）
- 1964年NASA土星火箭技术备忘录
- 39号发射台描述（页面存档备份，存于）

### 非NASA网站
- 阿波路土星参考手册（页面存档备份，存于）
- 阿波罗计划档案库 （页面存档备份，存于）
- 航天载具历史
- Apollo/Saturn V Development ApolloTV.net 视频

### 模拟器
- 三维土星5号发射仿真程序
- 土星5号/土星IB 轨道飞行器飞行仿真 （页面存档备份，存于）